# 고시라카와 천황
고시라카와 천황(일본어: 後白河天皇, 1127년 10월 18일 ~ 1192년 4월 26일)은 77대 일본 천황으로 휘는 마사히토(일본어: 雅仁)이다. 호칭의 유래는 72대 천황 시라카와 천황(白河天皇)에서 유래하였다.
1127년 도바 천황의 중궁(中宮) 후지와라노 다마코(藤原璋子)의 넷째 아들로 태어났다. 규주 2년 (1155년) 고노에 천황이 17세로 요절하자 황위를 물려받아 즉위했다. 1156년, 호겐의 난이 발생하여 이 사건이 원인이 되어 무려 347년간 폐지되어왔던 사형 제도가 부활했다. 호겐의 난 이후 권력을 장악하여 1158년에 양위한 후에도 상황으로서 권력을 유지하였다. 후지와라씨의 영향력을 약화시키고 사무라이의 권력을 강화하려는 정책을 써서 다이라노 기요모리가 권력을 잡게 되었다. 말년에 와서는 미나모토노 요리토모가 가마쿠라 막부를 세우는 것을 묵인하였다. 이후 일본은 메이지 유신이 일어나기까지 700여년에 걸쳐 무사계급의 지배를 받게 된다.

## 생애

### 친왕 시절
다이지(大治) 2년(1127년) 9월 11일에 도바 상황(鳥羽上皇)과 중궁(中宮) ・ 후지와라노 다마코의 제4황자로 태어났다. 나카고몬 무네타다(中御門宗忠)는 "한 분의 오키사키(后)에게서 네 황자가 나오는 것은 예로부터 보기 드문 일"이라고 평하고 있다. 11월 14일에 친왕 선하(親王宣下)를 받아 마사히토(雅仁)라는 이름을 얻게 되었다(《주기》(中右記)). 2년이 지나서 증조부 시라카와 법황(白河法皇)의 사망으로 아버지 도바 상황이 인세이를 행하게 되었다. 호엔(保延) 5년(1139년) 12월 27일에 12세로 겐푸쿠(元服)를 행하고 2품의 관위를 받았다.
인세이를 개시한 뒤부터 아버지 도바 상황은 후지와라노 나리코(藤原得子)를 총애하여, 에이지(永治) 원년(1141년) 12월 7일에 스토쿠 천황(崇徳天皇)을 강제로 양위하게 하고 나리코 소생의 나리히토 친왕(體仁親王)을 즉위시킨다(고노에 천황近衛天皇). 황위 계승과는 별로 연이 없었던 친왕은 젊은 시절의 대부분을 유흥에 빠져 지냈는데, 이 무렵부터 덴라쿠(田楽) ・ 사루가쿠(猿楽) 등 서민의 잡예(雑芸)가 상류 귀족들의 생활에도 파고들어 사이바라(催馬楽) ・ 로에이(朗詠)에 비하면 자신의 감정을 더욱 자유롭게 표현할 수 있는 민요나 유행가 같은 이마요(今樣)가 한창 성행하고 있었는데, 마사히토 친왕은 특히 이러한 이마요에 심취해 있었다. 훗날 자신이 칙명으로 편찬하게 한 《료진히쇼 구전집》(梁塵秘抄口傳集)에서 그는 "열 살 남짓할 무렵부터 이마요를 좋아하게 되어 연습을 게을리한 적이 없었다. 낮에는 노래하느라 해가 저물었고 밤에는 노래하느라 날이 밝았다. 목소리가 나오지 않게 된 적이 세 번 있었는데 두 번은 목이 부어서 뜨거운 물을 목에 넘기기도 괴로웠다. 다이켄몬인(待賢門院)께서 돌아가시고 50일이 지났을 무렵에 스토쿠인(崇徳院)이 같은 고쇼(御所)에 살자며 맞이하였다. 너무 가까이 있어 걱정도 되었지만, 이마요가 좋아서 견딜 수가 없었기에 예전처럼 매일 밤 노래를 불렀다. 도바도노(鳥羽殿)에 있을 때에는 50일 정도를 노래하느라 지샜고, 히가시산조도노(東三条殿)에서는 배를 타고 사람들을 모아서 40일 남짓을, 해가 뜰 때까지 매일 밤 음악을 연주하며 노닐었다."고 술회하고 있다. 이러한 친왕의 이마요에 대한 지대한 관심은 주위 사람들의 눈에는 정상의 범주를 넘어선 것처럼 보였고 아버지 도바 상황은 "즉위할 그릇은 못 되겠다(即位の器量ではない)"(《구간쇼》)고 친왕을 평가할 정도였다.
친왕의 이마요 놀이 상대는 미나모토노 스케카타(源資賢) ・ 후지와라노 스에카네(藤原季兼) 같은 상류 귀족뿐 아니라 교토의 남녀나 하시타모노(はしたもの), 조시(雑仕), 에구치(江口) ・ 간자키(神崎)의 유녀(遊女), 구구쓰(傀儡子) 같은 하층 계급까지 폭 넓게 걸쳐 있었다. 친왕의 첫 아내는 미나모토노 아리히토(源有仁)의 양녀였던 요시코(懿子)였으나 고지(康治) 2년(1143년)에 모리히토 친왕(守仁親王, 훗날의 니조 천황)을 낳고 급서하였다. 이후 후지와라노 스에나리(藤原季成) 딸 나리코(成子)를 다시 아내로 맞아 2남 4녀를 두었지만, 평생 총애를 받지는 못했다.

### 호겐의 난과 헤이지의 난
규쥬(久寿) 2년(1155년) 고노에 천황이 붕어하였을 때, 친왕의 제1황자이자 비후쿠몬인(美福門院) 나리코의 양자였던 모리히토 친왕이 즉위할 때까지의 중계(中継)로서 태자 책봉도 거치지 않고 29세의 나이로 즉위하였다. 모리히토는 아직 나이가 어렸고, 엄연히 친아버지가 살아있는데 장유의 서열을 넘어서 즉위하는 것은 곤란하다는 조정 중신들의 목소리 때문이었다(본래 새로운 천황의 즉위 → 즉위식 → 태자책봉의 순서로 이루어져야 했지만, 새로운 천황의 즉위식도 치르기 전인 9월에 도바 법황의 주도로서 모리히토 친왕의 태자 책봉이 이루어진 것도 고시라카와 천황의 즉위의 성격을 보여주고 있다).
호겐(保元) 원년(1156년) 도바 법황이 붕어하고 호겐의 난이 발생하였다. 이 난에서 주도권을 쥔 것은 천황의 후견인이었던 신제이(信西)였고 고시라카와 천황은 형식적으로 존재할 뿐이었다. 난이 끝난 뒤 신제이는 정권 강화에 힘써 호겐신제(保元新制)라 불리는 신법을 발표하여 소엔(荘園)의 정리와 거대 지샤(寺社) 세력에 대한 규제, 황궁인 다이리(內裏) 재건에 착수했다. 호겐 3년(1158년) 고시라카와 천황은 모리히토 친왕에게 양위하였다(니조 천황). 이것은 당초 예정된 일이었으며 「부처와 부처 사이의 평정(評定)」(《효한키兵範記》 호겐 3년 8월 4일조), 즉 출가한 비후쿠몬인과 신제이 두 사람의 협의에 따른 것이었다. 아버지의 영지 대부분은 비후쿠몬인과 쇼시 내친왕(暲子內親王)에게 넘겨졌으므로 고시라카와 상황은 호겐의 난에서 패하고 죽은 후지와라노 요리나가(藤原頼長)에게서 몰수된 영지를 자신의 영지로 짜넣는 등 자신의 기반을 형성해나갔다. 니조 천황의 즉위로 조정에서는 고시라카와 상황을 지지하는 인세이파(院政派)와 니조 천황을 지지하는 친정파(親政派)의 대립이 시작되었고 인세이파 내부에서도 신제이와 후지와라노 노부요리(藤原信頼) 사이에 반목이 생겨나는 등 조정은 세 개의 당파가 서로 대립하는 양상을 드러냈다. 그리고 이 대립은 헤이지(平治) 원년(1159년)에 일어난 헤이지의 난으로 정점에 달했다. 12월 9일 밤에 인노고쇼(院御所)가 있던 산조도노(三條殿)가 후지와라노 노부요리 ・ 미나모토노 요시토모(源義朝)의 군세에 야습을 당하여 상황은 천황과 함께 다이리에 유폐되고, 신제이를 제거한 노부요리가 정권을 장악했지만, 친정파와 손잡은 다이라노 기요모리(平淸盛)가 무력으로 노부요리 등을 격파하고 인세이파를 무너뜨렸다. 고시라카와인(後白河院)은 난 도중에 자력으로 고쇼를 빠져나와 닌나지(仁和寺)로 피신했고(이때 쟁탈의 대상이 된 것은 니죠 천황이었고 신제이가 살해된 뒤 정치력을 잃은 고시라카와인은 별로 주목받지 않았기에) 난이 평정된 뒤, 친정파의 중심에 서있던 오이노미카도 쓰네무네(大炊御門経宗) ・ 하무로 고레카타(葉室惟方)의 체포를 다이라노 기요모리에게 명했다(후지와라노 노부요리와 함께 신제이 살해의 주모자로 몰려 책임을 물었던 것). 이후 양파의 대립은 고착상태가 되었다.

### 이두정치와 홋슈지도노 조영
인세이파와 친정파 양측의 유력한 신하가 다같이 제거된 상태에서 "인(院)과 다이(內)가 마음을 합쳐"(《구간쇼》) 행하는 이두정치가 확립되었다. 구란도노카미(蔵人頭)를 지낸 나카야마 다다치카(中山忠親)의 《잔카이기(山槐記)》에 의하면, 당시 주요 국정 안건은 고시라카와인과 니조 천황에게 주상되어 전 간파쿠(關白) · 후지와라노 다다미치(藤原忠通)가 자문에 대답하는 형태로 처리되고 있었다. 10월이 되어 고시라카와인은 소실된 산조도노를 대신할 새로운 인세이 거점으로서 홋슈지도노(法住寺殿) 축조에 착수했다. 다이라노 기요모리의 저택이 있는 로쿠하라(六波羅) 남쪽의 히가시 시치조(東七條)의 끄트머리에는 셋칸정치기 후지와라노 다메미쓰(藤原為光)가 지은 홋슈지가 있었지만 일찍 쇠퇴해버리고 신제이의 저택(헤이지의 난으로 소실)나 후지와라노 기요타카(藤原清隆) ・ 기이노 니이(紀伊二位)의 불당 등이 늘어서 있었다. 홋슈지도노 축조는 하리마노카미(播磨守)를 중임하게 된 후지와라노 이에아키라(藤原家明)가 맡아서 후지와라노 노부요리의 옛 저택을 이축하는 것으로 진행되었는데, 10여 정의 토지 안의 크고 작은 건물 80여 채를 부수었으므로 많은 사람들의 미움을 샀다고 한다(《잔카이기》 에이랴쿠 2년 4월 13일조).
10월 16일에 고시라카와인은 홋슈지도노의 지신으로 히요시샤(日吉社) ・ 구마노샤(熊野社)를 권청했는데, 새로 권청된 히요시샤에서는 경마나 야부사메 같은 무사의 무예가 개최되는 장소가 되었고, 구마노샤는 구마노 참배를 떠나기 전에 일정 기간 머물며 기도하는 장소가 되었는데, 고시라카와인은 17일에 권청한지 얼마 안 된 구마노샤에 머물며 기도하고, 23일에 첫 구마노 참배에 나섰다(여기에는 기요모리도 동행하였다) 이후 인의 구마노 참배는 무려 34회에 달했다(이 가운데 실제 기록으로 확인할 수 있는 것은 28회). 구마노에 참배하러 간 사이, 비후쿠몬인이 11월 23일에 훙서했는데(《잔카이기》) 즉위한 이래로 줄곧 비후쿠몬인파와의 협조에 신경써야 했던 고시라카와인으로서는 속박으로부터 해방된 것이나 다름없었고, 니조 천황을 억누르고 정국 주도권을 잡는 일도 꿈은 아니게 되었다.(홋슈지도노 축조도 순조롭게 진행되어, 이듬해 4월 13일에 완성한 고세로 옮겨 살았다). 반대로 친정파에게 있어 후원자였던 비후쿠몬인을 잃은 것은 큰 타격이었다.
한편 고시라카와인이 정무를 맡는 것에 부정적인 견해를 표하는 사람도 적지 않았다. 인의 측근으로 예능에 통달한 자는 많았지만, 도바 인세이 이래의 전통적인 귀족이나 실무 관료와의 연계는 옅었고 그 지지 기반도 강고한 것만은 아니었다. 고시라카와인의 총애는 오로지 조사이몬인의 뇨보(女房) · 쇼벤노 쓰보네(小弁局) 다이라노 시게코(平滋子)에게 쏠려 있었고 황후나 다른 후궁들은 완전히 무시되고 있었다. 뇨고(女御) 무네코(琮子)의 아버지 산조 기미노리(三条公教)나 황후의 아버지인 도쿠다이지 기미요시(德大寺公能)도 연달아 사망하는 등 고시라카와인과 후지와라 간닌류(閑院流)의 관계는 소원해져 있었다.

### 니조 천황의 친정(親政)
9월 3일, 시게코는 고시라카와인의 제7황자 노리히토 친왕(憲仁親王, 훗날의 다카쿠라 천황高倉天皇)을 출산하였으나, 15일에 노리히토를 태자로 세우려는 음모가 발각되어 인세이파의 다이라노 도키타다(平時忠, 시게코의 오빠) ・ 다이라노 노리모리(平敎盛, 기요모리의 동생) ・ 다이라노 모토모리(平基盛, 기요모리의 둘째 아들) ・ 후지와라노 나리치카(藤原成親) ・ 후지와라노 노부타카(藤原信隆) 등이 니조 천황에 의해 관직을 박탈당했다. 그 뒤 고시라카와인은 정치에서 배제되고 국정은 니조 천황과 간파쿠 후지와라노 다다미치의 합의로 운영되게 된다. 12월 17일에는 간닌류 출신(도쿠다이지 사네요시德大寺實能의 딸)으로 전임 간파쿠 후지와라노 다다미치의 양녀인 후지와라노 무네코(藤原育子)가 입궁하여 이듬해인 오호(應保) 2년(1162년) 2월 19일 중궁으로 책봉되고, 간닌류의 후지와라노 사네나가(藤原實長)가 주구노곤노다이후(中宮權大夫)가 되었으며(다이후 구조 가네자네九條兼實는 이때 14세로 명목상 지위만 유지) 기요모리도 다이리를 경호하게 하는 등 니조 천황을 지지할 뜻을 명백히 보이면서 인세이파는 궁지에 몰렸다. 3월에는 앞서 유배당한 오야키고몬 쓰네무네의 교토 귀환도 허락되고, 뒤를 잇듯 6월 23일에 사네나가의 밀고로 니조 천황을 저주했다는 혐의를 쓰고 미나모토노 스케카타(源資賢) ・ 다이라노 도키타다가 유배에 처해졌다.
도바 상황 때부터 인세이를 지지해오던 귀족들의 인식으로서는 니조 천황이 정통성을 가진 진짜 통치자였고 고시라카와인은 어디까지나 '잠정적' 존재에 불과했다. 인세이를 정지당한 고시라카와인은 종교에 심취하게 되는데, 오호 2년(1162년) 정월의 구마노 참배에서 천수관음경(千手観音経) 1천 권을 읽는데 고신타이(御神體) 거울이 빛이 나는 것을 보고 "1만의 부처의 원(願)보다도 천수(千手)의 맹세를 의지하니/시들어버린 초목마저도 자라나 꽃을 피우네(万の佛の願よりも千手の誓いぞ頼もしき、枯れたる草木もたちまちに花咲き実なると説ひたまふ)"라는 내용의 이마요를 노래하는 등, 천수관음에 대한 신앙이 깊어지게 된다(《료진히쇼 구전집》). 조칸(長寛) 2년(1164년) 12월 17일에 고시라카와인은 여러 해 동안 품어온 숙원대로 1천의 관음을 모신 관음당(觀音堂) ・ 엔카오인(蓮華王院)을 짓는다(엔카오인의 공사는 기요모리가 비젠 국備前国의 지행知行으로서 맡아 행했다). 고시라카와인은 낙성 기념식을 겸한 공양 법회날 니조 천황의 행행(行幸)과 지시(寺司)의 공에 대한 포상을 바랬지만 천황이 어느 것 하나 관심을 보이지 않자, "아아, 어쩌면 저리도 미울까(ヤヤ、ナンノニクサニ)"라고 한탄했다고 한다(《구간쇼》). 엔카오인 ・ 니이히요시노야시로(新日吉社) ・ 니이구마노야시로(新熊野社)에는 소엔(荘園)이 기진되고, 고시라카와인의 재정 기반도 강화되었다. 니조 천황은 고시라카와인의 움직임에 경계를 품었지만, 이듬해 에이만(永万) 원년(1165년) 6월 25일에 병환이 악화되어 노부히토 친왕(順仁親王, 로쿠조 천황六條天皇)에게 양위하고 7월 28일에 붕어한다. 로쿠조 천황은 어머니 신분이 낮았기에 중궁 무네코가 양모(養母)로서 셋쇼 ・ 고노에 모토자네(近衛基実)를 중심으로 하는 체제 유지를 꾀했지만 정국은 여전히 불안정했고 이 틈을 노려 고시라카와인을 지지하는 인세이파는 세력을 회복해 나갔다.

### 친정파의 와해와 노리히토 친왕의 옹립
12월 25일, 고시라카와인은 노리히토의 친왕 선하를 행하고 기요모리를 신노쵸쿠벳토(親王勅別當)로 삼는다(인세이 시기에 원칙적으로는 정비正妃 소생의 황자만이 친왕 선하를 받을 수 있었던 데서 노리히토의 황위 계승 자격은 더욱 공고해졌다). 에이만(永万) 2년(1166년) 7월 26일에는 셋쇼 모토자네가 급사하고, 나이 어린 적자(嫡子) 모토미치(基通) 대신 마쓰도노 모토후사(松殿基房)가 새로운 셋쇼 ・ 씨장자(氏長者)로 임명되었다. 이때 기요모리는 덴카도료(殿下渡領)를 제외한 셋칸케 소유의 영지를 자신의 딸인 모리코(盛子)에게 상속시키는데 성공했는데(모리코는 죽은 셋쇼 모토자네의 미망인), 이 조치에는 고시라카와인의 용인도 있었던 것으로 보인다. 친정파를 지탱하던 후지와라 셋칸케와 헤이케가 인세이파로 돌아서면서 친정파는 완전히 와해되고 말았다.
고시라카와인은 친정파를 무너뜨리는 동시에 인세이파의 세력 확대를 더욱 밀어붙였다. 7월에 미나모토노 스케카타가 산기(參議)에 보임된 것을 시작으로 8월에는 후지와라노 나리치카 ・ 후지와라노 미쓰타카(藤原光隆)가 산기, 후지와라노 나리노리(藤原成範) ・ 다이라노 요리모리(平賴盛, 기요모리의 이복동생)가 종3위 관위를 받는 등 인의 근신(近臣)들이 차츰 구교(公卿)의 반열에 올라나갔다. 반면 외척이면서도 인세이파를 저버린 간닌류에 대해서는 냉담한 태도를 보여서, 곤노다이나곤(權大納言) 도쿠다이지 사네사다(徳大寺実定) ・ 후지와라노 사네나가가 사임하고 있다. 사네나가는 이후 안겐(安元) 3년(1177년)에 운좋게 복귀할 수 있었지만 사네나가는 평생 산미(散位)인 채로 지내야만 했다.
10월 10일에 고시라카와인은 기요모리의 협력을 얻어 마침내 노리히토 친왕을 황태자로 책봉시킨다. 태자 책봉의 의식은 셋칸케(摂関家)의 정저(正邸)였던 히가시산조도노(東三条殿)에서 성대하게 치러졌고, 구조 가네자네가 도구노부(東宮傅), 기요모리가 슌구다이후(春宮大夫)가 되어, 셋칸케와 헤이케가 노리히토를 지지하고 있음을 드러냈다. 11월에는 기요모리를 나이다이진(內大臣)으로 삼았다. 인의 근신에 대한 관위의 승진은 다이나곤(大納言)까지가 한계였는데, 이미 고노에노다이쇼(近衛大将)로 있던 기요모리가 다이진(大臣)으로 임명된 것은 몹시 이례적인 일로 파격적인 인사였다. 여기에 후지와라노 사네나가가 사임한 곤노다이나곤(權大納言) 자리에 후지와라노 모로나가(藤原師長)를 기용했다(모로나가는 호겐의 난 때에 유배되었으나 고시라카와인으로부터 비파 연주를 인정받아, 다소 기회주의적인 경향이 강하던 당시의 상류 귀족들 가운데서는 가장 고시라카와인을 충실하게 따른 인물이었다).

### 인세이 개시 그리고 출가(出家)
인사의 쇄신을 끝마친 고시라카와인은 고쇼의 확장과 군사력 정비에 나섰다. 홋슈지 미나미도노(法住寺南殿)가 노부요리의 저택을 옮겨 지은 것으로 궁중의 의식을 치르기에는 비좁다 하여 닌난(仁安) 2년(1167년) 정월 19일에 새롭게 다시 세웠다. 홋슈지도노는 의식용의 홋슈지 미나미도노와 노리히토 친왕이 거주할 시치조 우에노고쇼(七條上御所), 고시라카와인과 시게코가 거주할 시치조 시타노고쇼(七條下御所) 등으로 구분되어 정치의 중추 구실을 했다. 28일에는 로쿠조 천황의 조근 행차가 이루어져 서위나 지모쿠 등의 의식도 이루어졌다.
5월 10일에 고시라카와인은 기요모리의 장남 · 시게모리(重聲)에게 도산(東山) · 도카이(東海) · 산요(山陽) · 난카이(南海) 등 도(道)의 산적 · 해적 추토선지를 내렸다(《효한키》).이로써 시게모리는 국가적인 군사 · 경찰권을 정식으로 위임받는다. 시게모리는 노리히토 친왕의 태자 책봉식에서 고시라카와인의 경호를 맡았고 9월의 구마노 참배에도 동행하는 등 헤이케 안에서도 고시라카와인과 가까운 입장에 있었다. 기요모리는 가독 자리를 시게모리에 양보한 뒤에도 여전히 큰 발언력을 가지고 있었는데, 닌난 3년(1168년) 2월에 병에 쓰러진다. 구마노 참배를 마치고 돌아오던 고시라카와인은 일정을 앞당겨 흰 옷을 갈아입지도 않고 곧장 로쿠하라로 문병하러 찾아올 정도로 당황하는 모습을 보였다. 구조 가네자네도 "전 대상국(大相國)의 병환, 천하의 대사가 모름지기 이 일에 달려 있다."(《교쿠요》 2월 11일조)며 정황 불안을 두려워하였다. 셋칸이 아니면 신하의 병이 쾌유되기를 기원하는 대사면을 내리는 일이 없었지만 고시라카와인은 이례적으로 기요모리의 병이 낫기를 비는 대사면령을 19일에 내리고, 반대파의 움직임을 봉쇄하기 위해 마쓰도노 모토후사의 간닌 저택에서 로쿠조 천황의 노리히토 친왕에 대한 양위식을 거행했다(다카쿠라 덴노). 이후 완쾌된 기요모리는 정계에서 은퇴하여 후쿠하라(福原)에 별장을 짓고 그곳으로 물러나 살았다.
대상회(大嘗会) 등의 즉위 행사가 끝나고 새해가 된 닌난 4년(1169년) 정월에 고시라카와인은 12번째 구마노 참배에 나섰다. 2월 29일에는 가모 신사에도 참배했는데, 이러한 행동들은 출가를 앞둔 작별인사였다(《료진히쇼 구전집》). 3월 13일에는 고야 산(高野山)에 참배하고, 돌아오던 길인 20일에 후쿠하라의 기요모리의 별장에 들렀는데 이 때에 행해진 천승공양은 이후의 정기적인 연례행사가 되었다. 연호를 가오로 고친 4월에 시게코에게 겐슌몬인(建春門院)의 원호를 내리고, 6월 17일에 홋슈지도노에서 출가하여 법황(法皇)이 되었다. 이때 계사(戒師) 등 8명의 승려들은 모두 온죠지(園城寺)의 문도였다. 11월 25일에 새로 즉위한 천황의 야소시마노 마쓰리(八十嶋祭)에서 다이라노 시게모리의 아내 쓰네코(經子)가 칙사역으로서 구교들을 거느리고 로쿠하라로부터 왔다. 고시라카와인은 시게코와 함께 시치조도노에 마련된 관람석에서 행렬을 관람하였는데, 이때까지 고시라카와인과 헤이케 사이의 협력 체제는 튼튼해 보였다.

### 정국 분열과 도쿠코 입궁
가오 원년(1169년) 12월 23일에 엔랴쿠지(延暦寺)는 후지와라노 나리치카의 유배를 요구하며 강소(強訴)를 벌였다(가오의 강소). 고시라카와인은 나리치카를 옹호하면서 맞섰지만, 엔랴쿠지와 우호관계에 있던 헤이시는 비협조적인 태도를 취하며 이듬해 2월에야 사태가 종식되었고, 양측의 정치노선의 차이가 이때 표면으로 불거져나왔다. 4월 19일에 고시라카와인은 도다이사(東大寺)에서 수계를 받기 위해 나라(奈良)로 행차했다. 기요모리도 합류하여 20일에 함께 수계를 받았는데, 이것은 고지(康治) 원년(1142년) 도바 법황과 셋쇼 후지와라노 다다자네(藤原忠実)가 같은 날에 수계를 받았던 선례를 모방한 것이었다(《교쿠요》 및 《효한키》). 21일에 고시라카와인은 다이라노 시게모리를 곤노다이나곤, 나리치카를 곤노주나곤(権中納言) ・ 게비이시벳토(検非違使別当)로 임명했다. 고시라카와인과 헤이시 사이에 생겨난 골을 해소하고자 다카쿠라 천황의 원복 의식도 준비되었다. 그러나 10월 21일에 입궐 중이던 셋쇼 마쓰도노 모토후사의 수레를 시게모리의 휘하 무사들이 습격하는 사건(전하승합사건殿下乗合事件)이 일어나 원복 일정은 연기되었다. 모리코가 간파쿠 모토자네의 미망인 자격으로 셋칸케 소유의 영지를 상속받은 것에 대해 모토후사는 헤이시에 대해서 큰 불만을 품고 있었는데 이 사건으로 양자간의 관계는 더욱 악화될 지경에 놓였다. 30일에 고시라카와인은 근신 후지와라노 미쓰요시(藤原光能)를 후쿠하라로 보냈다(《교쿠요》). 구조 가네자네는 "무슨 일을 하려는지 모르겠다(何事なるかを知らず)"고 적었지만 대체로 전하승합사건의 사후처리에 대해 기요모리와 협의가 이루어졌을 가능성이 있다. 12월 9일에 모토후사가 타이조다이진(太政大臣)이 된 것은 사건으로 피해를 입은 것에 대한 사과였다고 생각된다. 이듬해인 가오 3년(1171년) 정월 3일에 셋쇼 ・ 다이진 ・ 구교 ・ 헤이시 일문이 참석한 가운데 천황의 원복식이 거행되었다.
고시라카와인의 인세이는 그 내부에 서로 다른 이해관계를 가진 여러 세력들이 혼재되어 있었기에 언제든 그것이 분열될 위기에 노출되어 있었다. 전하승합사건과 같은 혼란을 피하기 위해서는 정권 내부 결속이 절실했는데, 그런 가운데 정권 강화 및 안정책으로서 떠오른 것이 다카쿠라 천황과 기요모리의 딸 도쿠코(德子)와의 혼인이었다. 쇼안(承安) 원년(1171년) 7월 26일에 고시라카와인은 기요모리로부터 양 다섯 마리와 쟈(麝) 한 마리를 증정받는데(《햐쿠렌쇼百錬抄》 10월 23일에는 시게코와 함께 후쿠하라에 초대되어 환대를 받는 등, 기요모리에 의한 도쿠코 입궁의 움직임이 자주 보인다(다만 고시라카와인으로서는 인세이 확립을 위해 헤이시의 지원이 필요하긴 했지만 헤이시의 발언력이 늘어나 주도권을 뺏기는 것은 피하고 싶었던 것 같다). 12월 2일에 입궐 의식이 홋슈지도노에서 행해졌고 도쿠코는 고시라카와인의 수양딸로서 입궁하게 되었다(《교쿠요》 및 《효한키》). 앞서 고시라카와인의 어머니인 후지와라노 다마코 역시 시라카와 법황(白河法皇)의 양녀로서 도바 천황의 비가 되었던 선례를 적용한 것인데, 구조 가네자네는 "법황의 양녀라면 천황과는 누나나 여동생의 관계가 되니 꺼림칙한 일이다"(《교쿠요》 12월 14일조)라며 비난하였다. 도쿠코의 입궁에 대한 거센 반발에도 불구하고 이 조치를 통해 고시라카와인은 도쿠코를 자신의 영향 아래 끌어들여 발언력을 확보할 수 있었다. 14일에 도쿠코는 홋슈지도노를 찾아 시게코의 손으로 착상(着裳)의 의식을 행한 뒤 다이다이리(大內裏)로 향했다.

### 송나라와의 무역과 지샤 세력에 대한 통제책
고시라카와인과 기요모리 사이에는 정치노선 차이 같은 해소하기 어려운 대립이 존재했지만, 한편으로는 기존의 관례나 편견에 얽매이지 않고 새로운 것을 좋아한다는 공통점도 있었다. 고시라카와인은 기요모리가 추진하는 일송 무역에 이해하는 모습을 보이며, 귀족의 반대를 억누르고 확대를 도왔다. 가오 2년(1170년) 9월 20일에 고시라카와인은 후쿠하라에 행차하여 송나라 사람과 대면한다(《햐쿠렌쇼》, 《교쿠요》).
당시 일본에서 송나라와의 무역은 민간 차원의 교역은 활발하게 이루어지고 있어 하카타(博多)에 송나라 사람이 거주하는 마을이 있는가 하면, 에치젠 국(越前国)의 쓰루가(敦賀)까지 송나라 상선이 들어오기도 했다. 그러나 기나이(畿内)까지 송나라 사람이 들어오는 것은 이례적인 일로 우다 천황(宇多天皇)이 "외국인과 접견하지 말라"는 유계를 남긴 이래로 천황이 외국인과 접견하는 것은 금기시되고 있었기에, 구조 가네자네는 "우리 조정에서는 엔기(延喜) 이래로 이런 일이 없었는데, 천마(天魔)의 수작일런가?"라며 한탄하였다. 대대로 하카타와 오와다노토마리(大輪田泊)를 잇는 세토나이카이(瀬戸内海) 항로의 정비와 장악에 힘을 쏟아왔던 헤이시였지만 기요모리 자신의 힘만으로는 송나라 상선을 기나이까지 들어오게 하기에는 한계가 있었기에 고시라카와인의 조력을 필요로 하게 된 것이다. 5월 25일에 오슈의 후지와라노 히데히라(藤原秀衡)를 진수부장군(鎭守府將軍)에 임명한 것도 송나라와의 무역에 자금으로서 필요한 황금을 얻기 위해서였다고 여겨진다(고시라카와인에게 기요모리가 헌상한 동물들도 일본에서는 자생하지 않는 것으로 송나라와의 무역을 통해 들여온 것이었다).
쇼안 2년(1172년) 9월에 이르러 송나라에서 고시라카와인과 기요모리에게 보내는 물품이 도착했다. 물품과 함께 부쳐온 글에는 "일본국왕(고시라카와인)에게 하사하는 물색(物色), 태정대신(기요모리)에게 보내는 물색"이라고 기록되어 있었는데, 교토의 귀족들은 중국의 중화사상이 드러난 '일본국왕에게 하사한다'는 문장의 표현과, 물품을 보내온 것이 당시 송나라의 황제인 효종(孝宗)이 아니라 명주자사(明州刺史)라는 점을 문제로 들어, '서로 차별함이 없는 외교'에 반하는 것으로 보고 이 물품을 받지 말고 반첩도 보내서는 안 된다고 반발했다(《교쿠요》 9월 17일, 22일조). 그러나 이듬해 3월 3일에 좌대신(左大臣) 오이노미카도 쓰네무네의 조처로 반첩(返牒)이 나오게 되었고 답하는 물품도 보내지게 되었다. 후지와라노 나가노리(藤原永範)가 초안을 작성하고 후지와라노 노리나가(藤原教長)가 정서한 반첩의 내용은 선물의 미려하고 진귀함을 칭찬한 것이었고, 고시라카와인은 금칠한 그림이 있는 궤짝에 색을 입힌 가죽 30매와 사금 1백 냥, 기요모리는 검 한 자루와 갑옷을 보냈다(《햐쿠렌쇼》 3월 3일조, 《교쿠요》 3월 13일조). 이후 일본과 송나라 사이의 무역은 공적인 성격을 띠며 본격화되어갔고, 수입품인 송전(宋錢)은 일본에 대량으로 유입되어 중요한 교환 수단이 되었다.
송나라와의 무역과 함께 고시라카와인이 적극적으로 임한 것은 지샤의 통제였다. 이 시기 장원영주로서 발전한 유력한 지샤들이 각지에서 지방관들과 분쟁을 일으키는 가운데 특히 강대했던 '난토호쿠레이(南都北嶺)' 즉 나라의 고후쿠지와 히에이 산 엔랴쿠지는, 후지와라노 가마타리의 무덤이 있는 곳으로 천태종에 속하던 다무봉(多武峯)의 귀속 문제를 놓고 날카로운 대립관계에 있었고, 쇼안 3년(1173년) 6월에 이 항쟁은 격화되었다. 고시라카와인은 분쟁의 조정에 나서서 양절에 대중의 봉기 정지를 엄명했지만 6월 25일에 고후쿠지가 다무봉을 습격해 가마타리의 미카게당까지 전소시켰고, 주동자 색출 및 승강의 소환 명령에 대해서도 "3천 중도가 모두 장본인"(《교쿠요》 7월 21일조)이라며 응하지 않았기 때문에, 고시라카와인은 홋쇼지에서 열리는 팔강법회에 고후쿠지 승려가 참가하지 못하게 금지시켜 버리고 고후쿠지 벳토 심범 등을 해임했다(《햐쿠렌쇼》 6월 26일조, 29일조). 그 뒤 고후쿠사에서 처분 철회를 요구하였음에도 불구하고 10월 29일에 장본인 가쿠교(覚興)가 유배되자 11월 3일에 강소와 엔랴쿠지 공격의 방침을 굳힌 고후쿠지는 우지(宇治)로 향했고 그곳에서 천태좌주(天台座主) 즉 엔랴쿠지 주지승의 유배와 각흥의 소환, 시치다이지(七大寺) 소유의 영지를 탈취하려는 엔랴쿠지 중들을 하옥시킬 것을 요구했다. 고시라카와인은 관병(官兵)을 동원해 고후쿠지 승병들의 교토 입경을 막는 한편으로 사자를 보내 설득을 시도했지만 실패하고, 7일로 예정되어 있던 가스가노 마쓰리(春日祭)가 지연되고 11일로 예정되어 있던 구마노 참배도 시행이 불투명해지는 등 사태는 수렁에 빠져들었다. 고시라카와인은 마침내 선지를 내려 도다이지 ・ 고후쿠지 이하 난토(南都)의 15개 다이지(大寺)및 여러 구니에 소재한 이들 사찰의 말사(末寺)가 소유한 장원의 몰수라는 전에 없던 무거운 처분을 내리기에 이른다(《햐쿠렌쇼》, 《교쿠요》). 2개월 뒤에 15개 다이지 소유의 영지는 반환되었지만, 고시라카와인의 강경한 자세는 지샤 세력에 충격을 주었고, 야마토 국(大和国)의 국검(国検)이나 모리코에 대한 셋칸케 소유 영지의 상속 등의 일로 고후쿠지와 대립관계에 놓여있던 헤이시는 이때 적극적으로 고시라카와인을 도와 신속한 행동에 나섰다.

### 이쓰쿠시마(厳島) 행차
쇼안 2년(1172년)에 홋슈지도노 남쪽에 시게코의 발원으로 새 법당이 지어져서 2월 3일에 상량식이 열렸다(《햐쿠렌쇼》, 《교쿠요》). 이보다 앞서 가오 2년(1170년) 4월 19일에 고시라카와인은 도다이지에서 수계를 받기 위해 나라로 향하던 도중에 우지의 평등원(平等院)에 들러서 본당에서 설계도를 열람하였다(《효한키》). 쇼안 원년(1171년) 11월에도 시게코를 데리고 다시 방문하여(《교쿠요》 11월 1일조) 평등원을 모델로 한 법당을 지을 것을 구상했던 것으로 보인다. 이를 짓기 위해서 여러 구니마다 부과된 무거운 세금에 대한 호소가 잇따르는 등 공사는 난항을 겪었지만, 쇼안 3년(1173년) 10월 21일에 완성공양식을 열고 새로 완성된 불당의 이름은 최승광원(最勝光院)으로 붙여졌다(《햐쿠렌쇼》, 《교쿠요》). 그 화려함과 웅장함은 예전에 없던 것이라 일컬을 만큼 대규모의 것이었다. 쇼안 4년(1174년) 3월 16일에 고시라카와인은 시게코와 함께 아키(安芸)의 이쓰쿠시마 신사(厳島神社)에 참배하기 위해 교토를 떠나 후쿠하라를 경유해 26일에 도착한다(이때 교통수단은 후쿠하라에서 기요모리가 제공한 송선宋船이었을 가능성이 높다). 천황 혹은 상황이 황후를 동반하고 바닷길을 지나 먼 곳까지 여행한 것은 전대미문의 일이었고, 당시 구교였던 요시다 쓰네후사(吉田経房)는 "이는 선대의 규범이 아니며 세상에 보기 드문 일이라, 바람과 파도를 헤치며 수고롭지 않은 길이 없었을 것을 상하가 비록 놀랐다 해도 이보다 더할 수는 없을 것이다(已無先規、希代事歟、風波路非無其難、上下雖奇驚、不及是非)"(《깃키吉記》 3월 16일조)라며 경악했다. 이쓰쿠시마 참배에는 기요모리에 대한 정치적 배려의 측면도 있었지만, 단순히 시게코와 함께 당대의 절경을 자랑하던 이쓰쿠시마 진쟈를 보고 싶었던 것으로 여겨진다(고시라카와인의 많은 후비들 가운데 그가 굳이 먼 여행에 데려가거나 한 것은 시게코밖에 없었다).
이쓰쿠시마에서 고시라카와인은 회랑 아래로 흐르는 물결이나 산 언덕의 풍경을 즐겼고, 무녀(巫女)의 춤을 보고는 "기악(伎楽)의 보살(菩薩)이 춤사위를 보인다 해도 이같지는 못할 것이다."라며 감탄했다. 이윽고 무녀가 "내게 말하는 것은 반드시 이루어지리라. 후세의 일을 말하는 것은 감심(感心)할 일이다. 이마요를 들려주거라."라는 신탁을 내자 고시라카와인은 "사방에서 들리는 커다란 목소리에/온몸으로 기뻐하기에도 과분하다/우리가 후세에 부처가 될 것을/오늘에야 확실하게 듣겠도다(四大声聞いかばかり、喜び身よりも余るらん、われらは後世の仏ぞと、確かに聞きつる今日なれば)"라는 이마요를 불렀고, 고시라카와인은 감격해 눈물을 흘렸고, 기요모리는 "이 신께서는 후세(後世)의 소원을 아뢰는 것을 기뻐하십니다"라고 설명했다고 한다(《료진히쇼 구전집》)
귀경 뒤인 7월 8일에 구가 마사미치(久我雅通)가 고다이쇼직을 사임하자 후임 인사로 다이라노 시게모리와 가잔인 가네마사(花山院兼雅)가 후보에 오르지만, "선문(禪門, 다이라노 기요모리)의 마음이 시게모리에게 있어"(《교쿠요》 7월 9일조) 기요모리의 후광으로 시게모리가 임명되었다. 이듬해 안겐 원년(1175년) 2월에 마사미치가 사망하면서 나이다이진이 공석이 되었는데 좀처럼 후임이 정해지지 않다가 11월 10일에야 간신히 후지와라노 모로나가가 임명되었다(《교쿠요》). 모로나가가 맡고 있던 다이나곤은 시게모리가, 시게모리가 맡고 있던 곤노다이나곤은 후지와라노 나리치카가 맡게 되었다(인의 근신과 헤이시의 대립을 막기 위해서는 서로의 세력균형을 유지하는 것이 절실했다). 안겐 2년(1176년)에 고시라카와인은 50세가 된 것을 맞이해 3월 4일부터 6일에 걸쳐 홋슈지도노에서 축하연을 열었다. 이 시기의 천황이나 상황은 50세까지 사는 경우가 드물고 대부분 단명하고 있었기에 시라카와 법황의 고와의 예에 따라 예식은 성대하게 거행되었다. 연회에는 고시라카와인과 시게코, 다카쿠라 천황과 중궁 도쿠코, 조사이몬인 · 슈카쿠 법친왕 등의 황실 일가와 간파쿠 · 다이진 · 구교 · 헤이케 일문이 두루 참석해, 첫날은 춤과 음악, 다음날에는 배를 띄워 놀며 관현을 연주하거나 축국을 했다. 마지막 날에는 다카쿠라 천황이 몸소 피리를 불어서 사람들을 감탄하게 했다. 축하연이 무사히 끝나고 고시라카와인은 시조 다카스에(四条隆季)를 사자로 보내 축하연에서의 헤이시 일문이 보여준 모습들에 대한 칭찬을 담은 인센을 기요모리에게 인센을 내렸고, 기요모리는 금 1백 냥을 넣은 백은상자를 답례로 보냈다(《안겐미카기安元御賀記》).
이 축하연은 고시라카와인과 헤이시의 협력 관계를 보여주는 마지막 자리가 되었다. 축하연 후의 3월 9일, 고시라카와인은 시게코를 데리고 셋쓰국의 아리마 온천에 행차한다(《햐쿠렌쇼》). 4월 27일에는 히에이 산에 올라 천태좌주 묘운으로부터 천태종의 계를 받아 엔랴쿠지와의 관계 회복을 도모했다. 그러나 6월에 시게코가 갑작스럽게 병으로 쓰러져, 7월 8일에 훙서하고 만다. 잇따라 다카마쓰인(高松院) ・ 로쿠조 상황 ・ 구조노인(九條院)도 사망하면서, 축하연에서의 화려했던 분위기는 순식간에 사라지고 정국은 혼란에 빠졌다.

### 안겐의 강소와 시시가타니의 음모 사건
시게코의 죽음 이후 고시라카와인과 헤이시의 관계는 악화 조짐을 보이기 시작했다. 10월 23일, 시조 다카후사(四条隆房)가 고시라카와인의 제9황자(훗날의 도호 법친왕道法法親王)을 데리고 참내(参内)하고, 11월 2일에는 다이라노 도키타다도 제10황자(훗날의 쇼닌 법친왕承仁法親王)을 대동하여 참내하여 두 황자가 모두 다카쿠라 천황의 수양아들이 되었다. 구조 가네자네가 “저이(儲貳, 태자)를 삼으려는 것인가”(《교쿠요》 10월 29일조)라고까지 의심했던 이 사건은 사실 고시라카와인에 의한 다카쿠라 천황 퇴위 공작의 일환이었다. 이미 성인이 된 천황이 퇴위하는 자체는 이미 선대 시라카와・도바 인세이기에도 있었던 일이지만, 헤이케 일문의 중궁인 도쿠코가 황자를 낳기도 전에 퇴위하는 것은 인정받기 어려웠다. 두 황자를 다카쿠라 천황의 수양아들로 삼은 것도 고시라카와인과 헤이케의 대립을 회피해보기 위한 타협책으로 보기도 하지만, 이것은 문제의 연장에 지나지 않았고 양자의 대립은 차츰 깊어져갔다.
12월 5일에 지모쿠가 이루어졌고, 인의 근신이었던 후지와라노 나리노리(藤原成範)·다이라노 요리모리(平頼盛)가 곤노추나곤(權中納言)이 되었다. 공석이 된 산기(參議) 자리는 구로도노토(蔵人頭) 사이온지 사네무네(西園寺実宗)·후지와라노 나가카타(藤原長方)가 맡으면서 후임 구로도노토는 누가 될 것인지에 대한 인사문제에 초점이 맞춰졌다. 고시라카와인은 자신의 측근인 후지와라노 사다요시(藤原定能)·후지와라노 미쓰요시(藤原光能)를 구로도노토로 내세웠는데, 사다요시는 미치쓰나류(道綱流), 미쓰요시는 미코사류(御子左家) 출신으로 오랫동안 구교를 배출하지 못한 가계였고, 위계도 앞서 임명된 후지와라노 마사나가(藤原雅長)·다이라노 도모모리(平知盛)를 뛰어넘는 것으로 구조 가네자네는 ‘희대(希代)’라는 단어로 이를 평한다(《교쿠요》). 헤이시는 이에 대한 반격으로 안겐 3년(1177년) 정월 14일에 다이라노 시게모리·무네모리(宗盛) 형제를 나란히 사다이쇼(左大将)·고다이쇼(右大将)로 삼게 하여, 두 다이쇼직을 헤이시 일문이 모두 독점하게 되었다. 다만 시게코의 수양아들로 고시라카와인와의 관계가 양호했던 무네모리는 2월 3일 배하(拝賀)에서 덴조비토·구로도를 전구(前駆)로 삼아 보낸다. 3월 14일에는 후쿠하라에서 열린 천승공양(千僧供養)에 참가하여 시게코의 명복을 빌었다.
헤이시와의 관계는 수복된 듯 보였지만, 여기에 새로운 요소로서 엔랴쿠지가 등장했다. 가가 국(加賀国)의 모쿠다이(目代) 후지와라노 모로쓰네(藤原師経)가 하쿠산(白山)의 말사(末寺)의 승려들과의 사소한 분쟁 끝에 절을 불살라버린 사건이 발생했는데, 당초에는 모쿠다이와 현지 지샤 사이의 사소한 분쟁이었던 이 사건은 하쿠산(白山)의 본사(本寺)인 엔랴쿠지와 가가노카미(加賀守) 후지와라노 모로타카(藤原師高)의 아버지로 인의 근신이었던 사이코(西光)가 연관되면서 삽시간에 엔랴쿠사와 인 세력의 전면충돌로까지 번졌고, 3월 28일에 고시라카와인은 모로쓰네를 히고 국(備後国)에 유배했지만, 엔랴쿠지 승병들은 끝까지 모로타카의 유배를 요구하면서 4월 13일에 신여(神輿)를 들고 다이리로 향했다. 고시라카와인은 승병들의 행동을 “중들이 나를 향해 모반을 행하는가?”(《교쿠요》 4월 14일조), “내게 모반하려는 것과 같음이다”(《교쿠요》 4월 17일조)라며 다이라노 시게모리에게 막게 했지만, 시게모리의 군병이 신여에 화살을 맞히는 실수를 범하는 바람에 정세는 단숨에 고시라카와인에게 불리하게 돌아갔다. 두려움을 느끼고 다카쿠라 천황과 도쿠코는 14일 다이리에서 홋슈지도노로 탈출했고, 이때의 모습을 《교쿠요》는 “상하 남녀가 마구 흩어져 흡사 다이리(内裏)에 불이 나던 때와 같으니”라고 적고 있다.
인노고쇼에서 열린 의정에서 나이시쇼(内侍所, 신경神鏡)도 홋슈지도노로 옮겨야할 것인가 논의되었지만 나이시쇼가 도성 밖으로 나간 예가 없다는 반대 의견으로 중지되었다. 고시라카와인은 나이시쇼의 수호를 기요모리의 동생 쓰네모리(経盛)에게 명했지만 쓰네모리는 “좌우가 뉴도(入道)의 명을 따를 뿐입니다”라며 받아들이지 않았고, 무네모리도 쓰네모리를 변호하고 나서 하는 수 없이 미나모토노 요리마사를 다이리에 보낸다(《교쿠요》 19일조). 고시라카와인은 신여에 활을 쏜 것에 대한 책임을 인정하고 20일에 모로타카를 오와리 국(尾張國)에 유배, 신여를 쏜 시게모리의 게닌(家人)들은 옥에 갇혔다.
4월 28일에 일어난 안겐의 대화재로 다이다이리를 비롯한 교토의 주요 지역이 모두 불타버리고 말았다. 5월 4일에 고시라카와인은 천태좌주(天台座主) 묘운(明雲)을 체포하고 5일에는 좌주직에서 해임시켰다. 5월 11일에 이르러 가오의 강소나 이번의 사건의 책임을 묘운에게로 돌려, 그를 “조가(朝家)의 수적(愁敵)”, “에이잔(叡山)의 악마”로 규탄한 법가(法家)에게 죄명을 올리게 하는 동시에 그의 영지를 모두 몰수한다(《교쿠요》 동일조). 후임 천태좌주가 된 것은 가쿠카이 법친왕(覚快法親王)이었다. 이러한 법황의 처우에 반발해 엔랴쿠지가 봉기할 것이라는 소문도 돌았다. “낙중(洛中)의 놀란 눈들이 흡사 군진(軍陣)과도 같으니”라며 긴박한 정세가 된다(《햐쿠렌쇼》 5월 13일조). 15일에 엔랴쿠지의 승강(僧綱)이 홋슈지도노에 들어가 여지껏 좌주가 유배된 선례가 없었음을 들어 사면할 것을 호소했지만 고시라카와인은 거절했고, 법가에서 모반죄에서 1등을 감해주어 유배하자고 한 것을 받아들여, 20일에 묘운의 죄명을 결정할 구교 의정이 열렸다. 후지와라노 나가카타는 “승병들의 소송에 따라 참진(参陣)하게 되었고 싸우는 데까지 이른 것입니다. 굳이 모반이라고 볼 여지가 없습니다.”라며 묘운의 환속이나 유배까지는 면해주자고 주장했고 다른 구교들도 동조했지만(《교쿠요》) 고시라카와인은 의정 결정을 “시의(時議)를 살피지 못했다”고 일침을 놓고 21일에 묘운을 이즈 국(伊豆國)에 유배해버렸다(《햐쿠렌쇼》 동일조, 《교쿠요》 22일조). 23일에 승병들은 유배길에 오른 묘운의 신병을 도중에 습격해 탈환했고, 고시라카와인은 이즈의 지교코쿠슈(知行国主)로 묘운 유배의 책임자였던 미나모토노 요리마사를 문책했다. 엔랴쿠지가 무력 공격의 결의를 굳힌 와중에 군사를 지휘할 다이라노 시게모리·무네모리 형제도 “기요모리의 지시가 없이는 움직일 수가 없습니다”라며 출동을 거부했기에, 격노한 고시라카와인은 친히 후쿠하라에 있는 기요모리를 찾아가 공격을 요청했고 28일의 회담에서 기요모리는 출병을 약속했지만 속으로는 여전히 껄끄러워하고 있었다. 29일에 무기를 소지하고 교토를 오가는 무리들을 붙잡았고, 여러 고쿠시들에게 엔랴쿠지의 말사와 소엔의 법진(注進), 오미(近江)·에치젠(越前)·미노(美濃) 안의 무사들을 동원한다(《교쿠요》 29일조). 쇼안(承安) 3년(1173년)의 고후쿠지의 때와 마찬가지로 엔랴쿠지 장원의 정지와 폐지를 의도한 것으로 보인다. 그러나 6월 1일에 다다 유키쓰나(多田行綱)가 헤이시 타도의 음모를 기요모리에게 밀고해버리면서 상황은 격변하고, 사이코는 잡혀 처형되었으며 후지와라노 나리치카는 유배, 다른 인의 근신들도 일망타진된다(시시가타니 음모 사건). 5일에는 묘운이 소환되었고 9일에는 후지와라노 모로타카가 기요모리의 게닌의 습격으로 참살되었다. 이 사건으로 고시라카와인은 유력 측근들을 잃었고 정치적 지위도 떨어지는 지경에 이르렀다. 7월 29일에 천하가 떠들썩한 것은 호겐의 난의 원령(怨霊)들이 저주를 내리고 있기 때문이라 하여 이들을 진혼하기 위해 사누키인(讃岐院)의 원호(院号)를 스토쿠인(崇徳院)으로 고치고, 후지와라노 요리나가를 태정대신(太政大臣) 정1위로 추증했다(《햐쿠렌쇼》《교쿠요》 동일조).

### 시시가타니 음모 뒤의 정세
시시가타니 음모 사건으로 다카쿠라 천황에 대한 퇴위 공작도 엔랴쿠지 공격도 모두 무산되었다. 실의에 빠진 고시라카와인에게 더욱 충격을 준 사건이 시게코의 1주기를 맞아 법화팔강 거행을 둘러싼 분규였다. 다카쿠라 천황은 간닌(閑院)을 사토노다이리(里内裏)로서 쓰고 있다가 기요모리의 의향에 따라서 하치조도노(八条殿)로 행행했다. 고시라카와인은 간닌에서 법화팔강(法華八講)을 행할 것을 명했으나, 가네자네 저택을 찾은 히노 가네미쓰(日野兼光)는 “함부로 간닌에 돌아오면 기요모리가 내심 어떻게 생각할지 모릅니다. 하치조도노에서 거행한들 문제될 것이 없습니다.”고 고시라카와인을 설득, 결정은 연장되었다(《교쿠요》 안겐 3년 6월 21일조). 고시라카와인은 아내의 명복을 비는 불사(仏事) 장소만이라도 자유롭게 결정하고 싶어 했다. 고시라카와인의 정치력 저하에 반비례해서 17세가 된 다카쿠라 천황은 정치적으로 자립하려는 모습을 보이기 시작했다. 고시라카와인이 전혀 정무에 관여하지 않는 경우도 있었지만, 약해졌다고 해도 인세이는 여전히 기능을 유지하고 있었기에 잠시 니조 천황의 때와 같은 이두정치로 변했다.
지쇼 2년(1178년) 정월, 고시라카와인은 온죠지(園城寺)에서 곤노쇼조(権僧正) 구겐(公顕)으로부터 전법관정(伝法灌頂)을 받으려 했지만 관정에 대한 상으로 온죠지에 가이단(戒壇)이 세워질 것을 두려워한 엔랴쿠지가 말사 소엔의 병사들을 동원해 봉기했고 온죠지를 전소시킬 태세를 보였다(《교쿠요》, 《잔카이기》 정월 20일조). 고시라카와인은 승강을 보내 엔랴쿠지를 꾸짖는 동시에 다이라노 무네모리를 후쿠하라에 보내 기요모리를 불러들였다. 그러나 기요모리는 부름에 응하지 않았고, 고시라카와인은 온죠지 행행과 관정을 모두 단념해야 했다(《잔카이기》 정월 25일조, 《햐쿠렌쇼》2월 1일조, 《교쿠요》 2월 5일조). 이 사건으로 큰 한을 품게 된 고시라카와인은 5월에 보복조치로 최승강(最勝講) 법회에서 엔랴쿠지 승려들의 공청을 정지시켜 버린다(《교쿠요》《잔카이기》 5월 16일조). 엔랴쿠지와의 충돌을 바라지 않았던 다카쿠라 천황이 몇 번이나 중재에 나섰지만, 고시라카와인은 ‘관정을 막은 죄’라며 귀를 기울이지 않았다. 이와 같이 인세이와 친정의 병립은 힘들게 되었고, 이두정치는 이미 기능하지 못하고 있었다. 역대의 ‘치천(治天)의 군(君)’은 어린 황제를 옹립하고 이중권력의 형태이면서도 이중권력을 회피하고 있었지만, 헤이케의 지원을 받고 있던 다카쿠라 천황을 퇴위시키는 것은 고시라카와인에게는 불가능했다. 헤이케의 의도는 다카쿠라 천황의 친정을 신속하게 이행하도록 하여 고시라카와인을 정계에서 물러나게 하려 했던 것으로 추측된다.
5월 24일에 다이라노 도키타다가 다카쿠라 천황에게 도쿠코의 회임 소식을 전했다(《잔카이기》 동일조). 후계자가 없다는 것이 약점이었던 다카쿠라 천황에게 황자가 태어난다는 것은 희소식과도 같았고, 조정은 출산을 위한 기도에 전념했다. 고시라카와인도 도쿠코를 양딸로 삼고 있었기에 헤이시에 대한 감정을 일단 접고 안산기원(安産祈願)에 참가하여, 11월 12일에 다카쿠라 천황의 제1황자가 무사히 태어났고 기요모리로부터 그 황자를 태자로 삼자는 요청이 들어오는 가운데 고시라카와인은 구조 가네자네에게 연내로 태자를 세우는 것이 옳은지를 자문했는데, 가네자네는 “2세, 3세로 태자로 세워진 예는 좋지 않고, 4세까지 기다리자면 너무 늦습니다.” 라고 아뢰었지만 연내에 태자로 책봉하기로 결정되었다(《교쿠요》11월 28일조). 12월 9일에 친왕 선하가 내려져 ‘고토히토(言仁)’라는 이름이 주어지고, 15일에 태자로 세워졌는데 그 의식은 로쿠하라에서 거행되었고, 춘궁방(春宮坊)은 모두 헤이시 일문이었다. 황태자 주변에서 배제된 꼴이었던 고시라카와인은, 다시 헤이시에 대한 불만과 경계심을 강하게 갖게 되었다. 지쇼 3년(1179년) 3월까지 고시라카와인이 이쓰쿠시마의 무녀 다이시의 춤을 보기 위해 기요모리의 니시하치조 저택(西八条邸)을 찾아, 다음 날에도 인노고쇼, 시치조도노(七条殿)에서 함께 춤을 관람하는 등 양자의 교류는 가까스로 유지되었다(《잔카이기》 3월 17일, 18일조).

### 인세이 정지
6월 21일, 고시라카와인은 고마쓰도노(小松殿)에 행차하여 중병을 앓던 다이라노 시게모리를 찾아 위로했다(《잔카이기》 동일조). 시게모리는 헤이시 일문에서는 친인세이파에 속했고 기요모리와의 대립을 막아주는 마지막 장치와도 같은 존재였다. 이보다 앞서 17일, 기요모리의 딸인 시라카와도노 모리코(白河殿盛子)가 서거하는데, 모리코의 죽음으로 모리코가 가지고 있던 옛 셋칸케 소유의 영지에 대한 귀속문제가 제기되었고, 고시라카와인과 기요모리의 전면충돌을 야기하게 된다. 전 간파쿠 고노에 모토자네가 사망한 뒤 셋칸케 소유의 영지를 모토자네의 미망인 자격으로 기요모리의 서녀 모리코가 관리한다는 것은 어디까지나 모토자네의 적남인 모토미치(基通)가 성장할 때까지의 일시적인 것이었는데, 모리코의 이른 죽음은 영지를 모토미치에게 잇게 하려던 기요모리의 기존의 노선을 크게 뒤흔들었다. 이 시점에서 산기(参議)가 아닌 고쥬조(右中将)에 불과했던 모토미치가 간파쿠이자 후지와라 집안의 씨장자인 마쓰도노 모토후사를 그대로 둔 채로 남은 영지를 모두 상속받는 데는 무리가 있었다. 헤이시가 택한 방책은 모리코를 준모(准母)로 두고 있던 다카쿠라 천황에게 영지를 상속하는 것이었다. 모리코가 죽고 이틀이 지난 19일에 다이라노 도키타다가 나카야마 다다치카(中山忠親)에게 “소엔(庄園)은 모두 주상께 속해 바쳐졌다”(《잔카이기》 동일조)고 통보했고, 20일에는 구조 가네자네도 “시라카와도노(白川殿)의 소유 영지 이하의 일은 모두 다 다이(内)의 분부에 의한 것”이라는 정보를 입수한다(《교쿠요》). 이러한 처분은 모토미치가 자라서 간파쿠 씨장자가 될 때까지의 시간벌이였다. 불만을 품은 마쓰도노 모토후사는 씨장자로서 영지의 상속권이 자신에게 있다며 고시라카와인에게 호소했다. 모토후사의 호소를 받아들여 고시라카와인이 영지 상속 문제에 개입하여, 이윽고 “다이의 분부”임이 분명했던 모리코의 영지는 인의 근신・후지와라노 가네모리(藤原兼盛)가 시라카와도노(白河殿)의 창예(倉預)직에 임명됨으로써 고시라카와인이 관리하게 된다. 이는 다카쿠라 천황 소유의 영지에 대해 ‘왕가(王家)의 가장(家長)’으로서의 권한을 행사한 것으로 해석할 수 있다. 이 시기에 재위중인 천황의 영지관리를 고인(後院)이 행하게 되는데, 왕가의 가장인 ‘치천(治天)의 군(君)’이 고인을 장악하기에 이른 것이다.
고시라카와인·마쓰도노 모토후사와 기요모리의 대립은 10월 9일의 지모쿠에서 결정적으로 드러났는데, 닌간 원년(1166년) 이래 다이라노 시게모리의 지쿄고쿠(知行国)였던 에치젠을 시게모리 사망 뒤에 몰수하여 인의 분고쿠(分国)로 짜넣고, 나아가 시게모리의 죽음으로 충격에 빠져 있던 기요모리가 지원하던 20세의 고노에 모토미치를 무시하고 모토후사의 아들이었던 여덟 살의 마쓰도노 모로이에(松殿師家)를 곤노주나곤에 임명한 것이다. 이 인사는 모로이에가 후지와라 씨장자를 이어받을 것이며 고시라카와인의 관리하에 들어간 셋칸케 소유의 영지가 그에게 계승될 것이란 의미였다. 이러한 강경한 처사에 대해서는 셋칸케 출신의 구조 가네자네조차도 “법황의 과태(過怠)”, “박륙(博陸)의 죄과”라며 국정을 어지럽힌 처사라고 비판한다(《교쿠요》11월 15일조). 여기에 고시라카와인과 모토후사가 헤이케 당류들을 아주 멸망시키려 모의하고 있다는 정보까지 새어나가자(《햐쿠렌쇼》11월 15일조) 결국 기요모리는 11월 14일에 쿠데타를 일으켜(지쇼 3년의 정변) 마쓰도노 모토후사·모로이에 부자를 바로 파면시켜 버렸고, 이것은 천황의 공식명령인 선명(宣命), 조서(詔書)의 이름으로 집행되었다(인세이는 ‘천황의 후견인’이라는 자격으로 권력을 행사하는 것이었기에 천황이 독자적인 지지 세력을 배경으로 공격해오면 그것을 대처할 방법이 없다는 구조적인 약점이 있었다). 고시라카와인은 급히 세이겐(静賢)을 보내 사과의 뜻을 전했지만 20일에 기요모리에 의해 강제로 홋슈지도노에서 교토 남쪽의 도바도노(鳥羽殿)로 연행되어 유폐되고 만다. 고시라카와인의 인세이는 완전히 정지되었다.

### 지샤 세력의 반발
고시라카와인이 유폐된 도바도노에는 후지와라노 나리노리·나가노리·세이겐(모두 신제이의 아들들) 세 사람과 뇨보(女房) 2, 3인 이외에는 누구도 출입할 수 없었다. 유폐 다음날 기요모리는 인쵸의 연예(年預)・나카하라 무네이에(中原宗家)에게 인의 영지 목록을 작성하게 하고 12월에는 고인쵸(後院庁)가 설치된다(《햐쿠렌쇼》). 고시라카와인이 가진 인 소유의 영지를 몰수하여 다카쿠라 천황의 영지로 짜넣기 위해서 필요한 조치였다. 지쇼 4년(1180년) 2월 21일에 다카쿠라 천황은 양위하고, 고인쵸의 인시(院司)였던 후지와라노 다카스에(藤原隆季)·요시다 쓰네후사(吉田経房)·후지와라노 나가카타(藤原長方)가 곧바로 다카쿠라 인쵸(院庁)의 벳토로 인사 이동함으로써 다카쿠라 인세이가 발족했다. 유폐된 고시라카와인은 정월 하순부터 중병을 앓아, 다이라노 무네모리의 허가를 얻어 도바도노로 들어간 의관 와키 사다나리(和気定成)에게 “단 한 번만이라도 구마노 참배를 가고 싶다”며 눈물을 흘렸다고 한다(《잔카이기》 2월 27일조). 3월에 다카쿠라 상황은 기요모리의 강한 요청으로 이쓰쿠시마 참배를 계획하는데, 기존의 관례상 상황이 처음으로 참배하는 곳은 교토 근교의 이와시미즈 하치만궁(石清水八幡宮)·가모노 야시로(賀茂社)·가스가 야시로(春日社)·히요시 야시로(日吉社) 등으로 정해져 있었기에, 종교적 지위가 낮아질 것을 두려워한 엔랴쿠지・온죠지・고후쿠지는 이쓰쿠시마 참배를 맹렬하게 반발하고 나섰다. 세 절의 승병들이 연합해 다카쿠라인이나 고시라카와인의 신병을 탈취한다는 계획도 은밀히 진행되었지만 고시라카와인이 이러한 승병들의 움직임을 다이라노 무네모리에게 전하면서 폭로된다(《교쿠요》, 《잔카이기》 3월 17일조). 무네모리는 사촌 형제인 다이라노 미치모리(平通盛)·다이라노 쓰네마사(平経正)를 도바도노에, 친동생 다이라노 도모모리를 다카쿠라인의 고쇼에 보내어 경호를 엄히 했고, 후쿠하라의 기요모리에게 앞으로의 일에 대한 지시를 의뢰한다. 기요모리는 고시라카와인의 협력적 자세에 다소 태도를 완화시켜 교고쿠노 쓰보네(京極局)・단고노 쓰보네(丹後局) 두 뇨보가 인을 섬기는 것을 허락했다(《잔카이기》 3월 17일조). 도바도노가 교토 중심부에서 멀리 떨어져 있어 경비가 불편하다는 이유로 고시라카와인을 고조 오오미야(五条大宮)의 후지와라노 다메유키(藤原為行) 저택으로 옮겨졌지만, 무네모리가 “히나미(日次)가 좋지 않다”며 비판하여 지연되었다(《교쿠요》 3월 19일조).

### 동란의 시작
5월 10일에 기요모리가 교토로 올라와 교토 안에는 무사들이 가득했다. 14일에 고시라카와인이 무사 300기(騎)의 경호를 받으며 하치조 호몬 가라스마루 저택(八条坊門烏丸邸)으로 옮겨졌는데(《햐쿠렌쇼》는 후지와라노 도시모리藤原俊盛, 《교쿠요》는 후지와라노 스에요시藤原季能의 저택이라고 했다) 모치히토 왕(以仁王)의 모반이 발각되었기 때문이다. 모치히토 왕의 거병은 단번에 진압되었지만 그 배후에는 하치조인(八条院) 쇼코 내친왕(暲子内親王)의 존재가 있었고, 고시라카와인도 자신과의 관계가 밀접한 온죠지, 앞서 간파쿠 모토후사의 유배건으로 반발하고 있던 고후쿠사와 뜻을 함께한 것은, 성립한 지 얼마 안 된 다카쿠라 상황의 인세이에 큰 위협이 되었다. 6월 2일에 기요모리는 적대세력이 가득한 교토를 버리고 헤이시의 본거지인 후쿠하라로의 행행(行幸)을 강행했다. 고시라카와인도 강제로 동행하여 후쿠하라의 다이라노 노리모리(平教盛) 저택에 들어간다.
후쿠하라에서의 새로운 도읍 건설은 준비 부족으로 난항을 겪었고 귀족들뿐 아니라 헤이시 일문이나 다카쿠라 상황, 엔랴쿠지 모두 반대하고 있었고 10월에는 후지 강(富士川)에서의 싸움에 대패하는 등 군사적인 정세도 극도로 악화되어 결국 기요모리도 천도를 포기하고 교토로 돌아가는 것에 동의해야만 했다. 11월 23일에 후쿠하라를 출발한 일행은 26일에 교토에 도착했고, 고시라카와인은 로쿠하라 이즈미도노(六波羅泉殿)에 들어간다(《잔카이기》). 30일에 도고쿠(東国)에서 일어난 역란(逆乱)으로 구교들의 의정이 열리는데, 이 자리에서 후지와라노 나가카타가 고시라카와인의 인세이를 재개할 것과 마쓰도노 모토후사의 소환을 주장하고 나선다(《잔카이기》). 이것은 “나가카타 경이 옳은 말을 하였다”(《햐쿠렌쇼》 11월 30일조), “시류에 영합하지 않은 직언(直言)”(《교쿠요》 12월3일조) 등으로 귀족들의 폭넓은 지지를 모았고 16일 밤에 모토후사가 유배지 비젠에서 돌아오게 되고, 18일에는 기요모리가 “법황께서 천하의 정치를 맡아보셔야 하는 이유”를 고시라카와인에게 재삼 아뢰었다. 고시라카와인은 당초 사퇴했지만 나중에는 승락해서, 사누키(讃岐)·미노(美濃)를 인의 분고쿠로 하는 것도 결정되었다(《교쿠요》 12월 18일조). 이 시기에 다카쿠라 상황의 병세가 악화된 것이 기요모리가 이러한 양보를 하게 된 원인으로 보인다. 다카쿠라인이 붕어한다면 어린 안토쿠 천황(安徳天皇)이 정무를 집행해야 하고, 고시라카와인의 인세이를 다시 재개하는 것 외에는 다른 길이 없었다. 그러나 기요모리는 고시라카와인의 인세이를 무조건적으로 지지하기만 한 것이 아니라 온죠지・고후쿠지를 전소시키는 동시에 이듬해 지쇼 5년(1181년)에는 도다이지(東大寺)·고후쿠지의 승강 이하를 해임시키고 사원 소유의 장원도 몰수하는 한편(《햐쿠렌쇼》 정월 4일조), 인의 근신이었던 다이라노 도모야스(平知康)・오에 기미토모(大江公朝), 가이 겐지(甲斐源氏)의 다케다 아리요시(武田有義) 등의 위험분자들도 해관시켜 버리는 등(《교쿠요》 정월 8일조), 고시라카와인의 세력 기반을 되도록 줄이고자 했다.

### 다카쿠라 상황과 기요모리의 죽음
정월 12일에 다카쿠라 상황이 위독한 상태가 되는데, 여기서 다카쿠라 상황의 붕어 뒤에 중궁 · 도쿠코를 법황의 후궁으로 들이자는 전대미문의 안이 튀어나왔다. 기요모리와 그 아내 도키코(時子)도 이를 허락했다는 소문이 나돌았지만 결국 도쿠코 대신으로 기요모리의 다른 딸인 미코노 히메기미(御子姫君)가 법황의 수양딸이 되어 후궁에 들었고, “단지 부녀일 뿐”이라 하여 주목받지 못한다(《교쿠요》 정월 30일조). 14일에 다카쿠라 상황은 결국 붕어하였고, “천하의 만기(万機)는 법황께서 예전대로 자문”(《햐쿠렌쇼》 정월 17일조)하게 되어 고시라카와인의 인세이가 재개된다. 헤이시의 움직임은 몹시 바빠져서 16일에 다카쿠라인의 유조로 기나이총관(畿内惣官)직이 설치되는데, 이를 통해 헤이시는 고시라카와인의 인세이 아래서도 군사적 권한을 행사할 수 있게 되었다. 한층 더 2월 4일에는 다카마쓰인(高松院)이 가진 영지가 다카쿠라인의 유언으로 중궁 도쿠코에게 상속된다. 이것은 다카쿠라인의 인쵸벳토였던 중궁대부(中宮大夫) 다이라노 도키타다가 억지로 처리한 것이었고 고시라카와인은 내심 기뻐하지 않았다(《교쿠요》 동일조). 인세이 재개로 앞서 고시라카와인이 몰수당했던 영지도 반환되어야만 했고, 황위에 부수된 고인 소유의 영지도 고시라카와인의 관리 아래 들어갈 것은 누가 보아도 뻔한 일이었다. 도쿠코에게 상속된 영지는 왕가 소유의 영지가 고시라카와인에게 새어나가는 것을 막기 위한 방책이었다고 생각할 수 있다.
2월 7일에 단바 국(丹波国)에 제장원총하사(諸荘園総下司)직이 설치되고, 윤2월에는 간토로 갈 초토사(追討使)로서 다이라노 무네모리가 스스로 말을 내어 “일족의 무사들이 모두 (간토로) 내려간다”는 것이 결정되며(《교쿠요》 2월 26일조), 간토의 반헤이케 세력에 대한 대규모 반격도 준비가 끝났다. 하지만 다이라노 기요모리의 병이 “열에 아홉은 다시 일어나지 못할 것”이라고 할 상황이 되면서 파병은 연기되었고(《교쿠요》 윤2월 1일조). 윤2월 4일, 기요모리는 고시라카와인에게 “우승(愚僧, 기요모리)이 세상을 하직함에 만사는 무네모리에게 분부하였습니다. 매사를 함께 의논하시어 계책을 행하소서”라고 아뢰었지만 고시라카와인이 분명한 답을 주지 않았고, 기요모리는 원망하는 기색을 드러내며, “천하의 일은 모두 전임 바쿠카(幕下)에게 맡기노라. 이론(異論)이 있어서는 아니되리라.”라는 말을 남기고 숨을 거두었다(《교쿠요》윤2월 5일조).
고시라카와인에게 있어 기요모리의 죽음은 끊임없이 지속된 중압으로부터의 해방이었다. 이 날 밤 고시라카와인의 궁에 무사들이 구름처럼 모인다는 소문이 돌아 사람들은 고시라카와인이 다이라노 무네모리에게 변심할 뜻을 품은 것이 아니냐고 수군거렸다. 《헤이케 이야기》‘축도(築島)’편에는, 로쿠하라의 남쪽(홋슈지도노)에서 2, 30인의 “기뻐하는 물, 울부짖는 폭포수(うれしや水, なるは滝の水)”이라는 이마요 소리에 와 하고 웃는 목소리가 들렸다는 이야기가 수록되어 있는데, 《햐쿠렌쇼》 윤2월 4일조에도 “8일의 장례에 수레가 지나는데 동쪽에서 이마요를 불러대는 30명 남짓의 목소리가 들렸다”는 기술이 보인다. 2월 2일에 고시라카와인은 최승광원(最勝光院)으로 옮겨갔다(《교쿠요》 동일조).

### 인세이 재개
기요모리 사후 다이라노 무네모리는 “만사를 오로지 인센에 따라 결정하고 행할 것”(《교쿠요》 윤2월 6일조)이라며 고시라카와인에게 숙이고 들어가는 자세를 보였다. 무네모리의 말을 받아들이면서 고시라카와인은 구교 의정을 열어 추토 중단을 결정했다. 세이겐이 무네모리에게 의정에서의 결정을 전달하자 무네모리는 추토사로서 다이라노 시게히라(平重衡)를 내려보낸다는 이유로 추토를 위한 인쵸의 하문을 발급할 것을 요구했다. 세이겐이 “그렇게 되면 얘기가 달라지오.”라며 항의하자 무네모리는 “요리모리·노리모리 등의 경(卿)을 불러 상의하시고 다시 아뢰시오”라며 반답했다(《교쿠요》 윤2월 7일조).
친헤이시파였던 시조 다카스에(四条隆季)와 나카하라 다다치카가 다이라노 무네모리의 뜻에 따라 하문 초안을 작성했는데(《교쿠요》 윤2월 9일조) 고시라카와인은 초안을 보고 불편한 뜻을 보이며 반발했지만 결국 무네모리의 압력으로 추토를 명하는 하문을 발급하게 된다. 이에 따라 군사문제에 관해서는 헤이시가 주도권을 쥐게 되었고 고시라카와인의 뜻은 반영되지 못했다. 고시라카와인은 도고쿠 추토 문제에 대해서는 융화책을 내세워 미나모토노 요리토모(源頼朝)로부터의 밀주(密奏)를 받아들여서 무네모리에게 화평할 것을 타진하는데, 화평안의 내용은 “예전대로 겐지와 헤이시를 나란히 불러들여 (주상을) 섬기게 하라”는 헤이시의 입장도 배려한 듯 보이는 것이었지만, “나의 아들과 손자로서 단 한 명이 살아남는다 해도, 그 시신은 요리토모 앞에서 내보여라”고 했다는 기요모리의 유언을 언급한 무네모리의 거절로 조정은 실패로 돌아간다(《교쿠요》 8월 1일조).
이 시기에 고시라카와인은 헤이시의 압력에 맞서 하치조인과 긴밀하게 제휴하고 있었다. 나아가 4월 10일에 안토쿠 천황을 하치조의 요리모리 저택에서 간닌(閑院)으로 옮기고(《깃키》), 11월 25일에 도쿠코에게 원호를 내리며 덴조비토(殿上人)를 스스로 정하는 등(『메이게쓰기明月記』 12월 1일조) 천황과 모후를 헤이시로부터 격리시키려 했다. 이듬해 요와(養和) 2년(1182년) 3월에는 후지와라노 사다이에(藤原定能)·후지와라노 미쓰요시(藤原光能)·다카시나노 야스쓰네(高階泰経)가 다시 조정에 복귀하여 “지난 지쇼 3년에 해관되었던 자들, 지난겨울과 이 봄에 관위를 받았던 자들이 반 넘게 돌아온”(《교쿠요》 3월 9일조) 형세가 되었다. 괴멸 상태가 된 인세이파가 다시 전열을 정비하는 것에 헤이시는 경계심을 품었고 4월 15일에 고시라카와인이 히에이 산(比叡山)에 행차했을 때에는 승병들이 불온한 움직임을 보인다는 소문이 나돌자 다이라노 시게히라가 병사를 거느리고 출동해 소란이 일었다(《햐쿠렌쇼》, 《교쿠요》). 다만 구조 가네자네로 대표되는 귀족층은 한 발 물러나서 관망하는 태도를 보였고, 고시라카와인도 갑자기 모든 주도권을 쥐지는 못했다. 고시라카와인은 헤이시에 대한 협력 자세를 보이면서 여러 구니의 장원에 인센(院宣)을 내려 군량을 징수하게 했다(《깃키》 3월 17일조, 26일조). 그러나 요와의 기근(養和の飢饉)이라는 기아 사태의 영향으로 군량 징수는 뜻대로 되지 않았고 요시다 쓰네후사는 “만민의 근심이 한 사람에게 몰린 것이 단지 이것뿐이랴”라며 개탄한다.
8월 14일에 고시라카와인은 제1황녀인 료코 내친왕(亮子 内親王)을 새로운 안토쿠 천황의 준모로 들여 황후로 삼았다(《깃키》 및 《교쿠요》). 안토쿠 천황의 준모로는 지금까지 기요모리의 후원을 받던 고노에 미치코(近衛通子, 모토자네의 딸)가 뽑혔었다. 준모는 금중을 드나들며 주요 행차 때에는 어린 천황과 같은 가마를 타는 등의 중요 기능을 가지고 있었기에, 정치의 주도권을 빼앗기 위해서 필요한 처치였던 것으로 보인다. 9월에는 대상회 준비 문제로 추토는 인센으로 중지되었다(《깃키》 9월 14일조).

### 에이 산의 잠행
주에이(寿永) 2년(1183년) 2월 21일에 안토쿠 천황은 처음으로 고시라카와인에 대한 조근(朝覲) 행차를 행했고(《햐쿠렌쇼》, 《교쿠요》, 《깃키》). 고시라카와인은 역수(逆修, 생전에 사후 명복을 비는 불교행사)와 일정이 겹친다며 연기하려 했지만 다이라노 무네모리의 강한 요망으로 예정대로 이루어졌다(무네모리는 3월에 추토사를 보내려 준비하고 있었기에 일정을 바꿀 여유가 없었다). 추토사를 보내는 것이 지연된 4월 9일에 간신히 호쿠리쿠(北陸) 정토(征討)를 기원하는 기도가 이세 신궁(伊勢神宮)을 비롯한 16곳의 신사에서 이루어졌고(《교쿠요》) 17일에 다이라노 고레모리(平維盛)를 총대장으로 하는 10만 기의 대군이 호쿠리쿠도(北陸道)로 출발했다(《햐쿠렌쇼》). 그러나 헤이시가 총력을 모아 보냈던 추토군은 5월 11일에 구리가라 고개(倶利伽羅峠)의 싸움에서 궤멸하고 말았고(《교쿠요》 5월 16일조) 헤이시와 겐지 사이의 군사적 균형은 완전히 깨져버리고 말았다. 7월 22일에는 엔랴쿠지의 승강이 산에서 내려와 기소 요시나카(木曾義仲)의 군이 동탑(東塔)의 소지인(惣持院)에 성곽을 쌓고 있다고 밝혔다(《깃키》).
24일에 안토쿠 천황은 홋슈지도노에 행행했는데, 《깃키》 7월 24일조의 기록에서 이미 헤이시가 고시라카와인과 안토쿠 천황을 끼고 서국(西国)으로 물러날 방침은 결정되어 있었던 것 같다. 교토를 버리려는 헤이시의 의도를 찰지한 법황은 25일 새벽 미나모토노 스케토키(源資時), 다이라노 도모야스만을 데리고 수레에 올라 홋슈지도노를 빠져나와 구라마로(鞍馬路)・요카와(横川)를 지나 히에이 산에 올라, 동탑의 엔유방(円融坊)에 들어갔다(《깃키》 7월 25일조). 고시라카와인의 탈출을 알게 된 무네모리는 로쿠하라에 불을 지르고 안토쿠 천황과 겐레이몬인(建礼門院), 고노에 모토미치(近衛基通), 그리고 헤이시 일족을 거느리고 다급히 도주한다.
26일에는 구교와 덴조비토들이 잇따라 고시라카와인에게 몰려가고 엔유방(円融坊)은 흡사 인노고쇼와 같은 모습이 되었다. 27일, 고시라카와인은 미노 겐지(美濃源氏)의 긴베노 카쟈(錦部冠者, 야마모토 요시쓰네山本義経의 아들)와 악승(悪僧) 진케이(珍慶)를 앞세워 산을 내려와 엔카오인(蓮華王院)에 들어간다. 이듬해 28일, 구교 의정이 열리고 헤이시 추토와 안토쿠 천황의 교토 귀환 및 삼종신기의 반환 문제가 의론되었다. 나카야마 다다치카·후지와라노 나가카타는 추토보다도 삼종신기의 반환이 우선이라고 주장했지만, 기소 요시나카나 미나모토노 유키이에(源行家)의 군이 교토를 점거한 상황에서 “전 나이다이진(內大臣)이 어린 주상을 끼고 신경(神鏡)과 검(剣)과 새(璽)를 가져갔다”며 헤이시 추토의 선지(宣旨)를 내린다(《햐쿠렌쇼》, 《교쿠요》, 《깃키》). 이에 헤이시는 패군(賊軍)으로 전락했고, 요시나카·유키이에의 군이 ‘관군’으로서 교토 수호를 맡게 된다.

### 새로운 천황의 옹립 그리고 10월의 선지
7월 28일에 고시라카와인은 기소 요시나카・미나모토노 유키이에에게 헤이시 추토의 선지를 내림과 동시에 인쵸의 관리였던 나카하라 야스사다(中原康定)를 간토로 보냈다. 고시라카와인에게 헤이시가 안토쿠 천황만을 데리고 달아났다는 것은 불행 중 다행이었고, 8월 6일에 헤이시 일문과 그 당류 200여 인을 해관시켰다(《햐쿠렌쇼》 동일조, 《교쿠요》 8월 9일조), 16일에는 천황이 없는 가운데 인의 전상에서 관리 임명이 강행되어 헤이시가 독점하고 있던 관직이며 수령에 인의 근신들이 잇따라 임명된다. 고시라카와인은 다이라노 도키타다 등 도소 헤이시(堂上平氏)의 관직은 빼앗지 않은 채로 천황과 신기의 반환을 요구했지만 실패했고(《교쿠요》 8월 12일조) 하는 수 없이 교토에 남아있던 다카쿠라인의 두 황자 가운데 새로운 천황을 옹립하기로 결정되었으나 여기에 기소 요시나카가 개입해 모치히토 왕의 아들인 호쿠리쿠노미야(北陸宮)의 즉위를 주장했는데, 이러한 개입은 ‘치천의 군’의 권한을 침범하는 행위로 간주되었다. 요시나카의 다른 뜻을 누르기 위해 점을 친 결과 20일, 욘노미야(四宮) 다카나리 친왕(尊成親王)이 즉위한다(고토바 천황後鳥羽天皇). 고시라카와인은 요시나카의 오만한 태도에 격분했지만 헤이시 추토를 위해 요시나카의 무력에 의지하지 않으면 안 되는 현실이었고 요시나카에게 헤이케에게서 빼앗은 영지 140여개 소를 내렸다(『헤이케 이야기』).
기소 요시나카에게 기대했던 역할은 헤이시 추토보다도 교토의 치안 회복에 있었지만, 9월이 되도록 약탈행위가 횡행하는 등 치안은 회복될 기미를 보이지 않고 더욱 악화되었다. 고시라카와인은 19일에 요시나카를 불러들여 “천하가 안정되지 않았고 또한 헤이시도 아직 방자하게 구니 매사가 불편하다”(《교쿠요》 9월 21일조)며 꾸짖었고 요시나카가 당장 헤이시를 추토하러 갈 것을 아뢰자 고시라카와인은 친히 검을 내려주며 출진하게 했다. 그런데 기소 요시나카의 출진과 함께, 간토에 사자로 보냈던 나카하라 야스사다가 교토로 돌아왔다. 야스사다가 전한 요리토모의 말은 “헤이시가 횡령한 지샤의 영지와 황실 및 귀족들의 영지는 본래 주인에게로 돌려준다”, “항복하는 자는 죄를 묻지 않는다”는 것으로 “아뢴 것 하나하나가 요시나카와는 비교도 안 되는구나”(《교쿠요》 10월 2일조)라는 조정의 지지를 얻었다. 10월 9일에 고시라카와인은 요리토모의 본래 관위를 돌려주고 사면시켰으며 14일에는 ‘주에이 2년 10월의 선지’를 내려, 도카이(東海)·도산(東山) 2도 여러 구니의 사실상의 지배권을 주었다(《햐쿠렌쇼》). 다만 고시라카와인은 호쿠리쿠도만은 선지의 대상지역에서 제외했고 고즈케(上野)·미노(信濃)도 요시나카의 세력권으로 인정하여 요리토모에게 요시나카와의 화평을 명했다(《교쿠요》 10월 23일조). 교토 조정이 요시나카에게 군사적으로 제압된 상황에서 요시나카의 공적을 모두 부정하기는 불가능했지만, 요리토모는 줄곧 요시나카의 배제를 요구했다.

### 홋슈지 전투
고시라카와인과 요리토모의 교섭이 지지부진한 가운데 윤10월 15일에 기소 요시나카가 교토로 돌아왔고 사람들은 더욱 동요하였다. 20일에 요시나카는 요리토모의 교토 상경을 독촉하고 요리토모에게 선지를 내린 것을 “일생의 한”이라며 항의하며(《교쿠요》 동일조) 요리토모 추토의 선지를 취소해줄 것(《교쿠요》 윤10월 21일조), 측근 시다 요시히로(志田義広)의 헤이시 추토사 기용을 요구했지만 고시라카와인은 거절했다.
11월 4일에 미나모토노 요시쓰네(源義経)의 군이 후와(不破) 관문에 이르렀다는 정보에 힘을 얻은 고시라카와인은 7일에 기소 요시나카를 제외하고 미나모토노 유키이에 이하의 겐지 무장들에게 인노고쇼를 경호하게 했다. 16일에는 엔랴쿠지나 온죠지의 협력을 얻어 승병이나 돌 잘 던지는 부랑민들을 모으고 해자나 목책을 짓는 등 홋슈지도노의 무장화를 추진했다. 유키이에가 헤이시 추토를 위해 교토를 떠난 상황에서 고시라카와인은 압도적 우위에 섰다고 판단, 요시나카에게 “지금 당장 헤이시 추토를 위해 서쪽으로 가라. 인센도 거스르고 요리토모군과 싸우겠다면 선지 없이 요시나카 한 사람의 자격으로 하라. 혹시라도 교토에 남아있겠다면 모반으로 간주한다”는 최후통첩을 보냈다(《교쿠요》 11월 17일조, 《깃키》, 《햐쿠렌쇼》 11월 18일조). 요시나카는 “군주를 저버릴 생각은 결코 없다”며 변명했지만 17일 밤에 하치조인, 18일에는 조사이몬인(上西門院)과 료코 내친왕이 고쇼를 떠나고 뒤이어 고토바 천황과 슈가쿠 법친왕·엔에 법친왕, 묘운이 고쇼로 들어가는 등 요시나카에 대한 무력행사로 뜻을 굳혔다.
19일, 홋슈지도노는 기소 요시나카군의 습격을 받았고, 인측은 미나모토노 미쓰나가(源光長)·미쓰쓰네(光経) 부자가 분전했지만 결국 대패하고 고시라카와인은 홋슈지도노를 빠져나가려다 붙들려 셋쇼 고노에 모토미치의 고조 히가시노토인(五条東洞院)의 저택에 유폐되었다. 이 싸움에서 묘운이나 엔에 법친왕과 후지와라노 노부유키(藤原信行)·기요하라노 지카나리(清原親業) 등이 전사하고 인세이의 상징이었던 홋슈지도노는 불타버렸다(홋슈지 전투). 요시나카와의 대결은 참담한 결과만 낳았지만 고시라카와인에게 ‘탄식하는 기색’은 없었다(《교쿠요》 11월 25일조). 고조도노의 경비는 “여자의 수레까지도 일일이 검문했다”(《교쿠요》 12월 4일조)라고 할 정도로 엄중했는데, 12월 10일에 불길하다는 이유로 로쿠조 니시노토인(六条西洞院)의 다이라노 나리타다(平業忠) 저택으로 옮겨진다(《깃키》 12월 10일조). 이 날 고시라카와인은 요시나카의 압박에 못 이겨 요리토모의 추토를 명하는 인쵸의 하문을 내리게 한다.

### 헤이시 추토
주에이 3년(1184년) 정월 20일, 미나모토노 노리요리(源範頼)·요시쓰네의 군이 기소 요시나카를 쳐서 죽였다. 풀려난 고시라카와인은 곧 셋쇼 마쓰도노 모토이에를 해임하고 21일에 구교 의정을 열었다. 최대의 의제는 세력을 회복하여 후쿠하라까지 진출한 헤이시에 어떻게 맞서느냐 하는 것이었다. 오이노미카도 쓰네무네(大炊御門経宗)와 도쿠다이지 사네사다(徳大寺実定)는 고시라카와인의 뜻에 따라 추토를 주장했고(《교쿠요》 정월 22일조) 출석자 대부분이 삼종신기의 안전을 위해서 사자를 파견하자는 의견을 비친 가운데 인의 근신이었던 후지와라노 도모카타(藤原朝方)·미나세 지카노부(水無瀬親信)·다이라노 지카무네(平親宗)도 “오로지 정벌만이 있을 뿐(偏に征伐せらるべし)”이라고 주장한다. 이는 “법황의 바램(法皇の御素懐)”(《교쿠요》 정월 27일조, 2월 2일조)에 의한 것으로 26일, 다이라노 무네모리 추토를, 29일에 요시나카 잔당을 추토를 명하는 선지가 내려졌다(《교쿠요》 2월 23일조). 헤이시가 정권에 복귀하면 다시 인세이가 정지되고 유폐당할 것을 고시라카와인은 두려워했다.
2월 7일에 미나모토노 노리요리·요시쓰네의 군은 이치노타니(一ノ谷)의 싸움에서 헤이시군을 궤멸시킨다. 고시라카와인은 포로가 된 다이라노 시게히라를 송환하는 조건으로 다이라노 무네모리에게 신기의 반환을 요구했는데(《교쿠요》 2월 10일조). 이에 대한 무네모리의 답변은 “6일에 슈리노곤노다이후(修理権大夫, 후지와라노 치카노부藤原親信)로부터 화평 교섭을 행할 것이라는 서장을 받았다. 전투를 하지 말라고 한 인센을 지켜 사자가 내려오기를 기다렸는데, 7일에 겐지가 불의에 습격해왔다”는 내용이었다(《아즈마카가미吾妻鏡》 2월 20일조). 사실이라면 고시라카와인의 모략이 전투에 큰 영향을 주었던 것으로 보인다.
2월 25일에 요리토모는 헤이시 추토와 도고쿠 안정을 위해 고시라카와인에게 도카이・도산・호쿠리쿠도 여러 구니에 고쿠시를 보임해줄 것과 기나이(畿内) 인근 구니에서 군사를 동원할 것을 아뢰었다(《아즈마카가미》 동일조, 《교쿠요》 2월 27일조). 그러나 지난해부터 헤이시나 기소 요시나카에 의한 거듭되는 군사 동원 · 병량미 징수로 이미 교토의 피폐한 상황은 한계에 달해 있었다. 간토의 위세를 등에 업은 무사들의 횡포도 빈발하자 무사들의 단속 및 군량 징수 정지를 명하는 선지가 내려졌고(《교쿠요》 2월 23일조, 《아즈마카가미》 3월 9일조), 29일에는 요시쓰네의 서국 낙향이 늦춰지게 되었다(《교쿠요》 동일조).

### 헤이시 잔당의 봉기
헤이시 추토는 잠시 중단되어 원정군 대부분이 가마쿠라(鎌倉)로 귀환했다. 요시쓰네는 요리토모의 대관(代官)으로서 교토에 남아 하리마(播磨)·미마사카(美作)에 가지와라 가게토키(梶原景時), 비젠(備前)·빗츄(備中)·빈고(備後)에 도이 사네히라(土肥実平), 이가 국(伊賀国)에 오우치 고레요시(大内惟義), 이세 국(伊勢国)에 오이 사네하루(大井実春)·야마노우치스도 쓰네토시(山内首藤経俊), 기이 국(紀伊国)에 도시마 아리쓰네(豊島有経) 등을 배치하여, 헤이시나 기소 요시나카 잔당의 추포와 병량미 확보에 종사하게 한다.
이 시기 고시라카와인은 “만약 요리토모가 교토로 오지 않는다면 도고쿠로 행차하겠다”(《교쿠요》 2월 16일조)고까지 할 정도로, 요리토모에 대한 기대가 커져 있었다. 요리토모가 조사이몬인의 구란도였던 것도 양자의 관계에 영향을 미친 것으로 보인다. 3월 27일의 관직 임명에서 고시라카와인은 요리토모를 종5위하에서 한 번에 정4위하로 올렸다(《햐쿠렌쇼》 동일조 및 《교쿠요》 3월 28일조, 《아즈마카가미》 4월 10일조), 6월 5일에는 친가마쿠라파인 다이라노 요리모리를 곤노다이나곤으로 다시 기용하고 헤이시의 지쿄고쿠였던 미카와(三河)·스루가(駿河)·무사시(武蔵)를 요리모리의 지쿄고쿠(関東御分国)로 삼았다(《아즈마카가미》 6월 20일조).
7월에 오랜 준비 기간을 거쳐 드디어 헤이시 추토가 재개되려는 상황에서 이가 · 이세에서 다시 헤이시 잔당에 의한 대규모 봉기가 일어난다(3일 헤이시의 난). 요시쓰네는 다이라노 노부카타(平信兼)의 자식들을 저택에 불러 주살하고 반란 진압을 위해 이세로 내려갔다(《잔카이기》 8월 10일조, 12일조). 그 직전인 8월 6일에 고시라카와인은 요시쓰네를 교토의 치안 유지의 임무를 띤 게비이시(検非違使)·사에몬노쇼이(左衛門少尉)로 삼았는데 요리토모는 이러한 인사임명에 몹시 불쾌해했다(《아즈마카가미》 8월 17일조). 교토를 떠나지 못하게 된 요시쓰네 대신 가마쿠라로 돌아온 노리요리가 다시 서국으로 내려갔다.(《아즈마카가미》 8월 8일조).
고시라카와인과 요리토모는 헤이시 추토에 관해서는 입장이 일치하고 있었지만, 개개의 인사에서 쌍방의 기대에 차이를 드러냈다. 요리토모는 다이라노 요리모리를 개입시켜 구조 가네자네를 셋쇼로 삼자고 제의했지만, 고시라카와인은 가네자네가 조정에 거의 출근하지 않고 자신의 자문에도 명확한 대답을 피하는 등 비협력적 태도를 눈에 보이는 것을 껄끄럽게 여겨 인정하려 하지 않았다. 고시라카와인은 고노에 모토미치를 옹호하여 요리토모가 교토에 오면 그를 요리토모의 사위로 삼을 계획을 세우고 있던 것 같다(《교쿠요》 8월 23일조). 9월 18일의 관리 임명에서는 “주나곤이 열 명이나 되는 예는 불길하다”는 말도 무시하고, 후지와라노 도모카타·후지와라노 사다요시·요시다 쓰네후사를 곤노다이나곤으로 삼는다. 나아가 요시쓰네에 대해서도 치안을 회복시킨 공적을 들어 게비이시로서 5위 관위를 주어 인과 다이리에 승전하는 것을 허락하는 등 후대를 나타냈다(《아즈마카가미》 10월 24일조).

### 헤이시 멸망

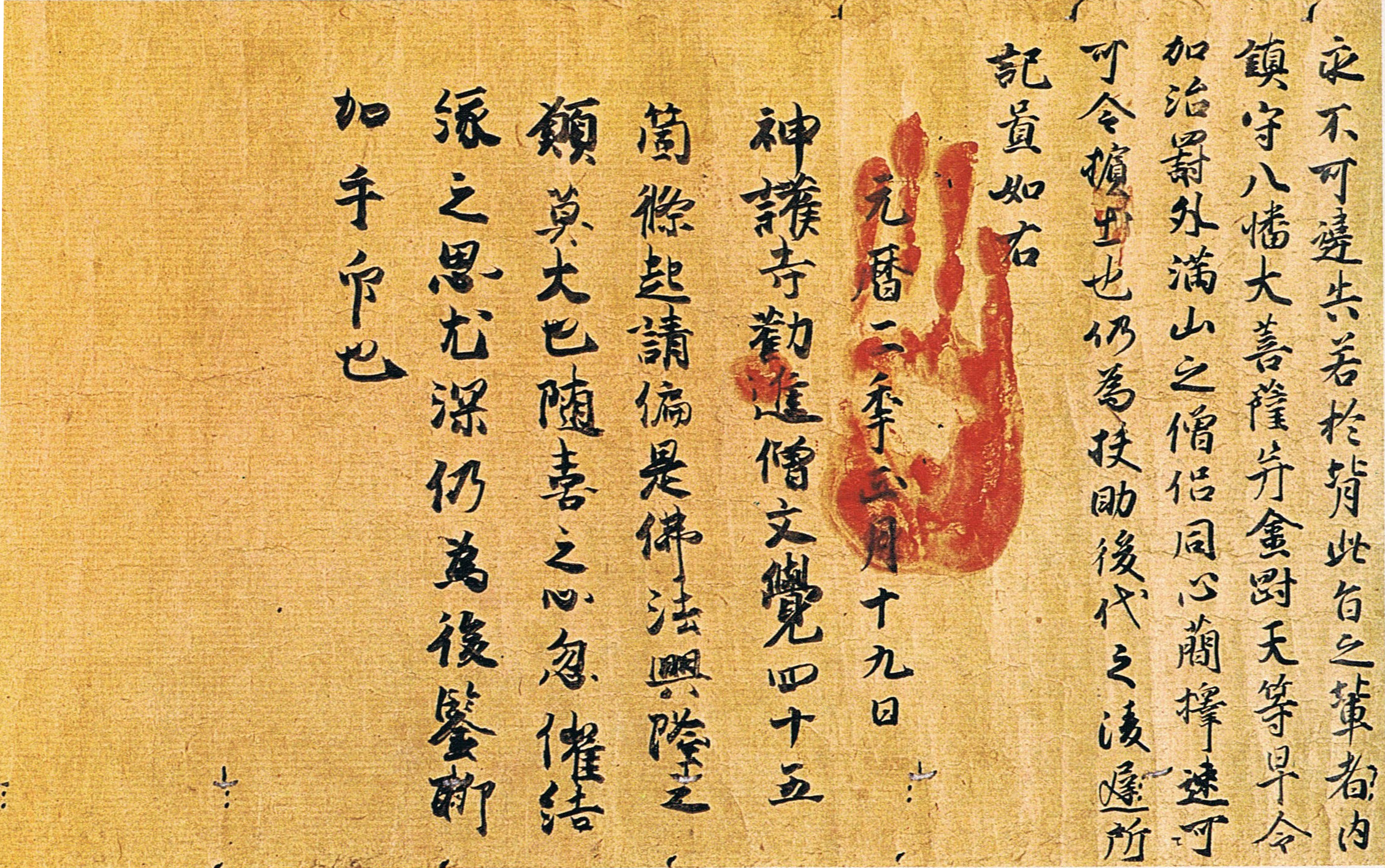
고시라카와 법황의 자필과 수인(1185년).

한편 서국으로 내려가 있던 미나모토노 노리요리군은 군량 및 수군력 부족과 헤이시의 저항에 막혀 고전하고 있었다. 위기를 느낀 요시쓰네는 겐랴쿠(元暦) 2년(1185년) 정월 8일, 고시라카와인에게 시코쿠(四国)로 출격할 것을 아뢰었다(『깃키』 정월 8일조). 당초 고시라카와인은 교토 경비가 허술해질 것을 염려해 반대했지만, 요시쓰네는 노리요리가 그대로 돌아온다면 인근 무사들이 일제히 헤이케를 따르게 될 것이고 추토는 더욱 어렵게 될 것이라면서 반론했다. 요시다 쓰네후사도 요시쓰네를 보내 자웅을 결정하게 하자고 주장했다. 결국 정월 10일에 요시쓰네는 출진했지만, 고시라카와인은 다시 2월 16일에 다카시나노 야스쓰네(高階泰経)를 셋쓰 국의 와타나베(渡辺)에 보내 “교토 안에 무사가 없어 마음이 쓰인다”며 요시쓰네의 출진을 제지하는 제스처를 취하는데(『교쿠요』 동일조) 일관된 것은 없었지만 기소 요시나카에게 몇 번이나 서쪽으로 갈 것을 명한 것에 비하면 고시라카와인은 요시쓰네를 교토의 치안 책임자로서 신뢰하고 있었던 것 같다. 야스쓰네의 제지를 뿌리치고 요시쓰네는 시코쿠에 건너가 헤이시의 본거지 · 야시마(屋島)를 공략, 3월 24일에는 단노우라(壇ノ浦) 전투에서 헤이시를 멸했다. 4월 4일에 헤이시를 토멸했다는 요시쓰네의 보고가 교토로 들어온다(《교쿠요》, 《햐쿠렌쇼》, 《아즈마카가미》 동일조). 이로써 5년에 걸친 이른 지쇼 · 주에이의 난은 종결했다.
고시라카와인은 다카시나노 야스쓰네를 통해 사자를 간토로 보내 요리토모의 공적을 칭찬한다(《아즈마카가미》 4월 14일조). 21일, 사다이진(左大臣) 쓰네무네 이하 구교 10여 인이 모인 의정에서 의제가 된 것은 신기를 교토로 들이는 것, 포로에 대한 처우, 요리토모에 대한 은상이었고 천황과 보검을 잃어버린 것이 특별히 논란이 되지는 않았다. 25일에 신기가 2년여 만에 교토로 돌아오고, 26일에는 다이라노 무네모리・도키타다 등의 포로가 구경꾼들에 싸여 수레를 타고 대로로 들어온다. 27일에 고시라카와인은 요리토모를 정4위하에서 종2위로 승진시킨다(《햐쿠렌쇼》 4월 27일조, 《교쿠요》 4월 28일조, 《아즈마카가미》 5월 11일조). 정3위는 ‘역신(逆臣)’ 기요모리, 종3위는 ‘손에 꼽을 공적은 없었던’ 미나모토노 요리마사의 예와 겹치므로 일부러 피했다는 것이다(《교쿠요》 4월 26일조). 이 날 고시라카와인은 추토를 지휘했던 요시쓰네를 인노미큐시(院御厩司)로 삼는다(《아즈마카가미》 분지文治 5년 윤4월 30일조).
5월 7일에 다이라노 무네모리·기요무네(清宗) 부자가 가마쿠라로 보내졌다(《교쿠요》, 《햐쿠렌쇼》 동일조, 《아즈마카가미》 5월 15일조). 구조 가네자네는 “유배할 것 같지는 않다”고 하여 이미 처형이 결정되어 있었음을 짐작할 수 있다. 20일에 포로로 잡힌 귀족·승려들의 죄명이 선포되고, 귀족 다이라노 도키타다·다이라노 도키자네(平時実)·다이라노 노부모토(平信基)·후지와라노 다다아키(藤原尹明) 등과 승려 료코(良弘)·젠신(全真)·주카이(忠快)·노엔(能円)·게이메이(行命) 등 9명이 유배에 처해진다. 무사들에 대한 처벌은 더 엄격하여, 6월 21일에 다이라노 무네모리 부자가, 23일에는 다이라노 시게히라가 각각 참수되었다. 무네모리 부자의 목은 23일 게비이시쵸(検非違使庁)에 보내져 효수되었고 고시라카와인은 산조 히가시노토인(三条東洞院)에서 무네모리 부자의 목을 보았다(《교쿠요》, 《햐쿠렌쇼》 동일조)고 한다.

### 도다이지 대불개안 공양
겐랴쿠 2년(1185년) 7월 9일, 대지진으로 교토의 건물 대부분이 붕괴되고 그 뒤로도 여진이 계속되자 8월 14일에 연호를 고치기에 이른다(분지의 지진). 처음에는 ‘겐큐’라는 연호로 거의 낙착을 보려 했지만, “근일에 무(武)로 천하를 평정하였으니 문(文)으로 다스림이 마땅하지 않을까 합니다.”(《잔카이기》 8월 14일조)는 셋쇼 모토미치의 주장으로 ‘분지(文治)’로 새로운 연호가 정해졌다.
8월 27일에 고시라카와인은 도다이지 대불의 공양을 위해 하치조인이나 구교, 덴조비토를 데리고 도다이지에 행차하는데, 28일의 공양에는 많은 사람들이 모여 성황을 이루었다. 아직 얼굴을 제외한 나머지 부분의 도금이 이루어지지 않았는데도(《교쿠요》 8월 30일조) 고시라카와인은 쇼소인(正倉院)에서 덴표(天平) 시대에 개안할 때 썼던 붓을 가져오게 해서 기둥을 올라가 친히 개안을 행한다(《잔카이기》 8월 28일조, 《교쿠요》 29일조).
법황이 스스로 개안을 실시한 경위에 대해서는 다음과 같이 전해지고 있다. 8월 21일에 사다이진 오이고몬 쓰네무네와 상경(上卿) 나카미카도 무네이에(中御門宗家)가 식순을 정했을 때는 따로 지명된 불사(佛師)가 개안을 실시하게 되어 있었는데 개안 공양 직전에 갑작스럽게 법황이 맡게 되었다는 것이다. 『도다이지속요록(東大寺続要録)』은 의식 전날 밤에 쇼소인의 칙봉창(勅封倉)을 열어 붓을 꺼내오게 했다고 적고 있다. 한편 나카야마 다다치카는 자신이 직접 요시다 쓰네후사에게 들은 이야기라며 《잔카이기》에 수록하였는데, 의식 당일 아침에 쵸겐(重源)의 권유로 법황이 개안을 결의하게 되었고, 동행했던 쓰네무네가 높은 곳에 올라갔다가 지진이라도 생기면 위험하다며 말렸지만 법황은 “개안하는데 지진이 일어나 받침대가 무너져서 목숨을 잃는다 해도 후회하지 않겠다”며 듣지 않았다(《잔카이기》)는 것이다. 곤란해진 정신(廷臣)들은 받침대를 놓고 인의 근신이 먼저 올라가서 안전한 것을 확인한 다음에야 법황을 올라가게 했는데, 밑에서 개안하는 모습을 들여다보려 했던 참석자들은 가로지른 받침대에 막혀 개안 순간을 볼 수 없었다고 한다(『도다이지 속요록』). 이 날 교토에 남아 있었던 구조 가네자네는 다음날 일의 전말을 전해 듣고는 “말하자면 법황이 불사가 된 것이나 다름없으니, 대체 이건 어디의 전례(前例)란 말인가?”(《교쿠요》 8월 29일조)며 어이없어했다.

### 요리토모의 정치 개입
‘분지’라는 새로운 연호나 대불 개안에는 전란 대신 평화에 대한 염원이 담겨 있었지만, 10월에 미나모토노 요시쓰네・유키이에의 요리토모에 대한 모반이 폭로된다(《교쿠요》 10월 13일조). 고시라카와인은 요시쓰네를 제지하려 했지만 요시쓰네는 거듭 요리토모 추토를 명하는 선지를 내려줄 것을 요구했고 오이고몬 쓰네무네도 이에 찬조하여(《교쿠요》 10월 19일조) 요리토모 추토를 명하는 선지를 내리게 된다. 그러나 선지에 응해서 모여드는 무사들은 얼마 되지 않았고, 11월 3일에 요시쓰네는 쫓기듯 교토를 떠났다(《교쿠요》 동일조). 그 뒤 간토에서는 무사들이 상경해 “2품(요리토모)의 분노하신 모습”를 전했고(《아즈마카가미》 11월 5일조), 후지와라노 노리스에(藤原範季)가 “법황의 주변이 몹시 불길하다”(《교쿠요》 11월 14일조)라고 말하는 등, 인의 주변에서는 요리토모의 보복에 두려워하며 어쩔줄 몰라했다. 고시라카와인이 요리토모에게 “유키이에와 요시쓰네의 모반은 천마(天魔)의 짓”이라며 변명했지만, 요리토모는 “일본국 제일의 대텐구(大天狗)는 또 다른 사람에게 찾아가려 하겠지요”라며 혹독하게 규탄했다(《아즈마카가미》 11월 15일조, 《교쿠요》 26일조). 요리토모에게 요시쓰네의 협박으로 내려진 추토 선지는 여전히 주효했고, 요시쓰네 · 유키이에를 각각 9개 구니와 시코쿠의 지토에 보임한 것도 간과할 수 없는 일이었다(《아즈마카가미》 12월 6일조, 《교쿠요》 27일조).
11월 24일에 호조 도키마사(北条時政)가 1천 기의 무사를 거느리고 입경했다. 28일에는 “슈고(守護)와 지토(地頭)”의 설치를 주청하였고(《아즈마카가미》, 《교쿠요》 동일조), 12월 6일에는 ‘천하의 초창(草創)’으로서 가네자네가 나이란(内覧)으로 임명되며, 의주공경(議奏公卿) 10명에 의한 조정 운영, 다이라노 지카무네(平親宗)·다카시나노 야스쓰네·다이라노 나리타다·난바 요리쓰네(難波頼経)·하무로 미쓰마사(葉室光雅)·이치조 요시야스(一条能成)·후지와라노 노부모리(藤原信盛) 등 14명의 ‘유키이에와 요시쓰네에 동조하여 천하를 어지럽힌 흉신(凶臣)’에 대한 해임을 골자로 하는 묘당개혁(廟堂改革) 요구안이 제시된다(《아즈마카가미》 12월 6일조, 《교쿠요》 27일조). 다만 다이라노 기요모리・기소 요시나카가 40명이나 되는 인의 근신을 해임하고 또는 추방시킨 것, 인세이 정지나 유폐를 단행했던 것에 비하면 원만한 조치였다.

### 조정과 막부의 교섭
요리토모의 분노와 압력이 그렇게 심할 정도는 아니라고 생각한 고시라카와인은 이듬해인 분지 2년(1186년)에 다시 공세로 돌아서서, 2월에는 구마노 참배의 비용을 염출하도록 호조 도키마사에게 인센을 내리고(《아즈마카가미》 2월 9일조), 3월에는 헤이케에게서 몰수한 단바 국(丹波国)의 영지를 인의 영지로 들일 것을 명했다. 또한 해임되었던 하무로 미쓰마사가 조정에 복귀하고, 다카시나노 야스쓰네도 고시라카와인의 사면 요청에 따라 유배에서 풀려났다(《아즈마카가미》 3월 29일조). 이 시기에 호조 도키마사는 ‘7개 구니의 지토(地頭)’에서 사임할 것을 표명했고(《아즈마카가미》 3월 1일조) 여러 구니에서의 병량미 징수도 정지되었다(《아즈마카가미》 3월 21일조).
셋쇼 씨장자의 인사에 대해서는 구조 가네자네의 셋쇼 취임을 요구하는 요리토모에 대해 고시라카와인은 고노에 모토미치를 옹호하는 자세를 고수했고 셋쇼와 나이란이 병립하는 이상사태가 벌어지고 있었다. 3월 12일에 간신히 가네자네를 셋쇼에 씨장자로 삼는다는 선지가 내려졌지만(《교쿠요》 동일조) 이번에는 셋칸케 소유의 영지 상속이 문제로 떠올랐다. 요리토모는 셋쇼 씨장자의 지위와 더불어 모토미치의 집안 영지도 가네자네에게 양도할 것을 주장했고(《아즈마카가미》 3월 24일조) 모토미치는 이를 거절했으며, 고시라카와인도 모토미치의 편을 들면서 양측은 정면으로 대립하게 되었다. 4월에 요리토모는 셋칸케의 영지 가운데 교고쿠도노령(京極殿領) 영지는 가네자네에게, 가야노인령(高陽院領) 영지는 모토미치에게 주자는 타협안을 제시했지만 고시라카와인은 거절했고, 모토미치가 미나모토노 요시쓰네나 유키이에를 시켜 가네자네를 야습하게 한다는 소문까지 돌았다(《교쿠요》 5월10일조). 7월에 오에 히로모토(大江広元)가 교토로 올라와(《교쿠요》 7월 12일조) 인측의 단고노 쓰보네와 절충안을 찾아 협상했지만 좀처럼 타협안을 찾지 못했고(《교쿠요》 7월 15일, 17일조), 결국 요리토모가 고시라카와인의 요구를 전면적으로 받아들여 모토미치가 영지 대부분을 이어받기로 결정되었다. 여기에 셋칸케의 영지 분할이 확정되고, 고노에 집안과 구조 집안이 나란히 성립된다. 고시라카와인의 끈질긴 교섭으로 지난 해의 요리토모가 요구했던 개혁안의 대부분은 사실상 무효화되었다.
요리토모가 강경한 자세를 바꾸어 법황의 요구를 인정한 배경에는 각지의 무사가 ‘반역자의 영지’라는 핑계로 신사나 사찰의 영지를 빼앗거나 본가와 영가에 연공을 내지 않는 등의 범법 행위가 빈발하고 있었던 점을 요인으로 들 수 있다. 이에 대한 장원영주의 호소가 쇄도한 결과, 요리토모는 하문을 한꺼번에 252매나 내는 등 분쟁 처리에 쫓기게 되었다(《아즈마카가미》10월 1일조). 그 자신도 간토의 고료(御領)・고분고쿠(御分国) 등을 가진 장원영주이자 지교코쿠슈(知行国主)였던 요리토모로서는 장원공령제(荘園公領制)가 무너지는 것을 원하지 않았기에 무사들에 대한 단속에 나설 수밖에 없었던 것이다. 10월에는 모반인의 땅 이외에는 지토를 설치하지 못하도록 금지되었다(《아즈마카가미》11월 24일조).

### 전후 부흥과 오슈 캇센(奥州合戦)
지토직 설치 범위나 셋칸케 영지의 분할이 합의되고, 조정과 막부 사이의 관계는 분지 3년(1187년)이 되면서 개선될 조짐을 보였다. 황궁인 간닌의 다이리가 겐랴쿠 2년(1185년)에 대지진으로 파손되자 오에 히로모토(大江広元)가 상경하여 막부의 전면적 지원을 받아 수리 작업에 들어갔다(《아즈마카가미》 6월 21일조, 《교쿠요》 7월 14일조). 수리는 10월 25일에 완료되었고(《아즈마카가미》동일조), 11월 13일에 고토바 천황이 이곳으로 옮겨온다(《교쿠요》 동일조). 이 무렵 교토에서는 떼도적의 출몰이 큰 문제가 되었는데 기존의 게비이시쵸는 이를 제대로 대처하지 못했고, 고시라카와인은 치안회복을 위해 교토 슈고(京都守護) 이치조 요시야스(一条能保)에게 “용사들을 가려, 특별히 경위”할 것을 명했고(《아즈마카가미》 8월 12일조) 요시야스의 보고를 접한 요리토모는 곧 지바 쓰네타네(千葉常胤)・시모코베 유키히라(下河辺行平)를 교토에 보내어 떼도적 진압의 임무를 맡긴다(《아즈마카가미》 8월 19일조).
이듬해인 분지 4년(1188년) 4월 13일에 인노고쇼·로쿠조도노(六条殿)가 화재로 소실되자(《교쿠요》 동일조, 《아즈마카가미》 4월 20일조) 인의 분고쿠나 구교의 지쿄고쿠, 막부가 분담하여 재건 공사가 시작되었다. 원래의 로쿠조도노는 다이라노 나리타다의 저택으로 다소 비좁았지만 새로 지으면서 더욱 확장되었다. 각지의 농업 생산도 “올해를 통틀어 제일의 풍작”(《교쿠요》 7월 9일조)이라고 할 만치 회복될 조짐을 보이면서 황폐화된 교토도 전란과 지진의 타격을 떨쳐내고 차츰 부흥해갔다.
조정과 막부 사이에 남겨진 현안은 요시쓰네의 동향이었다. 분지 4년(1188년) 2월, 요시쓰네가 오슈(奥州)에 있음이 확실하다는 정보가 요리토모로부터 조정에 전해졌다(《교쿠요》 2월 13일조). 요리토모는 “돌아가신 어머니를 위해 오중탑(五重塔)을 지을 것”, “살생을 금지할 것” 등을 이유로 연내에 군사행동을 일으키진 않겠다고 표명하면서, 후지와라노 히데히라(藤原秀衡)의 자식들에게 요시쓰네 추토를 명하는 선지를 내리라고 요청해왔다. 요리토모의 요청을 받아들여 2월과 10월에 후지와라노 모토나리(藤原基成)·야스히라(泰衡)에게 요시쓰네 추토를 명하는 선지가 내려진다(《아즈마카가미》 4월 9일조, 10월 25일조).
분지 5년(1189년) 윤4월 30일, 요리토모의 압박을 이기지 못하고 야스히라는 요시쓰네를 습격해 자해하게 만든다. 고시라카와인은 이로써 문제가 해결되었다고 판단했지만, 요리토모의 목적은 자신의 배후를 위협하는 오슈 후지와라 씨(奥州藤原氏)의 섬멸이었고, 그는 거듭해 야스히라 추토의 선지를 요구했고, 오슈에 대한 대응을 둘러싸고 조정과 막부의 견해가 나뉜 가운데 7월 19일, 요리토모는 기어이 선지도 없이 자신이 친히 군을 이끌고 오슈로 향했고 9월에 오슈 후지와라 씨를 멸망시키고 만다(오슈 캇센). 이것은 조정의 명도 없는 사전(私戦)이었음에도 고시라카와인은 7월 19일에 뒤늦게 야스히라 추토의 선지를 내림으로서 요리토모의 군사행동을 추인하였다(《아즈마카가미》 9월 9일조).

### 요리토모와의 대립
겐큐(建久) 원년(1190년) 11월 7일에 요리토모는 1천여 기의 군세를 거느리고 상경하여, 예전 헤이시의 본거지였던 로쿠하라에 새로 지은 저택으로 들어갔다. 도고쿠의 병사들을 보려는 많은 사람들이 로쿠하라로 몰렸고 고시라카와인도 수레를 내어 몰래 보러 왔다(《교쿠요》, 《아즈마카가미》, 《햐쿠렌쇼》 동일조). 9일에 고시라카와인과 요리토모는 인노고쇼 로쿠조도노에서 처음으로 대면했고, 두 사람 외의 다른 사람은 모두 물린 채 해가 저물 때까지 독대하였다. 회담의 상세한 내용은 알려져 있지 않지만 『구간쇼(愚管抄)』에는 요리토모가 고시라카와인에게 “법황의 일을 나 자신의 몸보다 소중히 생각합니다.”라는 입장을 표명했고 그 증거로서 예전 자신의 공신이었던 가즈사 히로쓰네(上総広常)도 조정을 경시하는 발언을 했기에 숙청했다고 밝혔다. 이 날 요리토모를 곤노다이나곤(権大納言)으로 삼았다.
13일에 요리토모는 고시라카와인에게 사금(砂金) 800냥과 매의 깃털 두 상자, 말 100필을 바치고, 19일과 23일에는 “대면하기를 몇 각이나 이어졌다(御対面数刻に及ぶ)”, “하루 종일 어전에서 문안하였다(終日御前に候ぜしめたまふ)”라고 할 정도로 긴 시간을 회담한다(《아즈마카가미》 동일조). 24일에 고시라카와인은 가잔인 가네마사(花山院兼雅)의 우고노에다이쇼(右近衛大将)의 지위를 요리토모에게 주었다. 12월 1일의 고다이쇼 배하 의식은 고시라카와인이 수레와 의복을 조달했고 전구(前駆) 10명 가운데 8명은 북면 무사(北面武士)가 맡았다. 요리토모는 3일에 곤노다이나곤과 고다이쇼, 두 관직을 모두 사임했지만, 이듬해 정월에‘전임 고다이쇼’의 이름으로 하문을 발급하는 등, 고다이쇼에 임관되었던 사실을 활용해 자신의 권위를 높이고자 했다. 14일에 요리토모는 교토를 떠나 가마쿠라로 돌아갔다.
요리토모가 교토에 머무른 40일 동안 법황과의 대면은 8회. 양측의 감정을 풀고 조정과 막부의 관계에 새로운 국면을 열었다. 겐큐 2년(1191년) 3월 22일에 17개 조로 구성된 신제가 반포되는데, 16조에 “해륙(海陸)의 도적의 방화(放火)”에 대해 “이제부터는 분명히 전임 우고노에다이쇼(右近衛大将) 미나모토노 아손(源朝臣) 및 경기(京畿) 여러 구니의 배속된 관사(官司)들에게 맡겨, 이들 무리를 잡아들이게 한다.”(『가마쿠라 유문鎌倉遺文』 523)고 기록되어, 요리토모의 여러 구니의 수호권이 공식적으로 인정된다. ‘무가’가 ‘조정’을 수호한다는 가마쿠라 시대의 정치체제가 확립된 것이다.

### 붕어
겐큐 2년(1191년), 전란과 지진으로 황폐해져 있던 홋슈지도노의 재건 공사가 막부의 지원에 의해 시작되었다(《아즈마카가미》 2월 21일조). 홋슈지도노는 고시라카와인에게는 시게코와의 나날을 보냈던 추억의 장소로서 그 재건은 생의 가장 큰 비원이었다. 12월 16일에 고시라카와인은 완성된 고쇼로 옮겨갔다(《교쿠요》 동일조). 공사를 맡았던 나카하라 지카요시(中原親能)와 오에 히로모토에게는 검이 내려졌고(《아즈마카가미》 12월 24일조), 단고노 쓰보네와 요시다 쓰네후사가 요리토모에게 감사하는 내용의 서장도 보냈다(《아즈마카가미》 12월 29일조).
홋슈지도노로 돌아오자마자 고시라카와인은 컨디션이 급격히 무너져(《교쿠요》 12월 25일조) 장강당(長講堂) 공양을 위해 로쿠조도노에 행차하는 등 잠시 차도도 보였지만(《교쿠요》 12월 28일조) 윤12월에 다시 발병하여 병상에 눕는다(《교쿠요》 윤12월 16일조). 쾌유를 비는 긴급 대사면이 내려지고(《교쿠요》 윤12월 17일조), 스토쿠 상황의 사당이나 후지와라노 요리나가의 묘에도 봉폐(奉幣)가 보내지고, 안토쿠 천황의 불당 건립도 이루어졌으나(《교쿠요》 윤12월 29일조), 병세는 나날이 심해져만 갔다. 겐큐 3년(1192년) 2월 18일에 빗속을 뚫고 고토바 천황이 로쿠조도노로 찾아왔고(《교쿠요》 동일조) 이를 반긴 법황은 고토바 천황의 피리에 맞춰 이마요를 부르기도 했다. 고토바 천황이 돌아간 뒤에 고시라카와 천황은 단고노 쓰보네를 사자로 하여 유조(遺詔)를 전한다. 내용은 홋슈지도노・엔카오인・롯슈지(六勝寺)・도바도노 등의 주요 영지는 천황에게, 다른 인 소유의 영지는 황녀 료코(亮子)・시키코(式子)・요시코(好子)・긴시(覲子)에게 상속한다는 것이었다(『메이게쓰기明月記』 3월 14일조). 법황의 늦둥이 딸로서, 선례를 깨고 뇨인(女院)이 된 긴시 내친왕(覲子内親王)에게는 인 소유의 영지 가운데서도 가장 큰 규모였던 장강당령(長講堂領)이 내려졌다. 나아가 고시라카와인은 긴시 내친왕을 특히 배려할 것을 고토바 천황에게 당부한다. 3월 13일 인시(오전 4시경), 고시라카와인은 로쿠조도노에서 66세를 일기로 붕어한다.

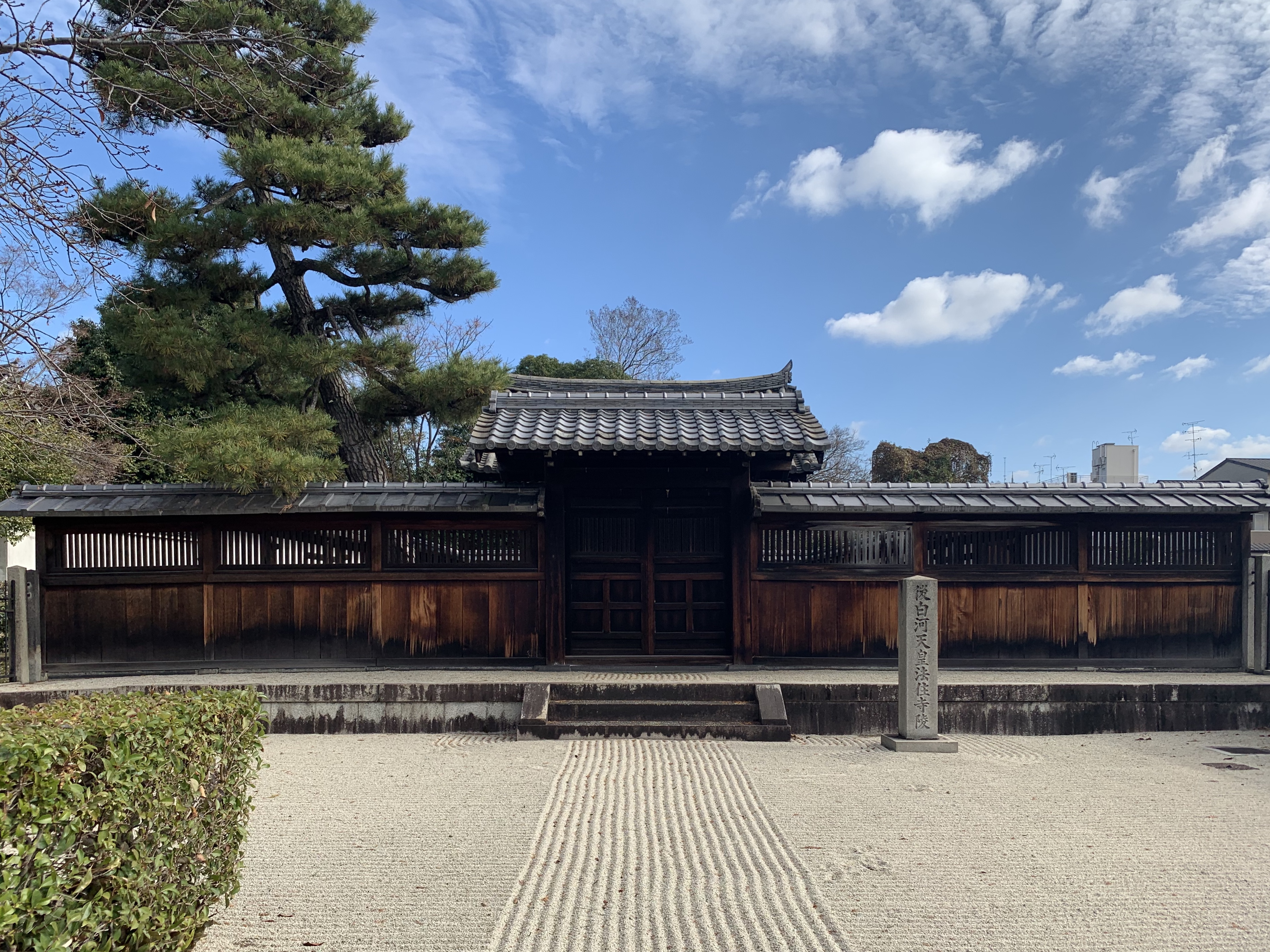
고시라카와 천황의 무덤

## 인물
- 《헤이지 이야기(平治物語)》에는 "이마요에 미친 자"라 불리며, "학문도 무예도 별볼일 없는데 재주도 특기도 없다"는 친형 스토쿠 상황의 혹평이 수록되어 있다.
- 후지와라노 요리나가의 일기인 《다이키(台記)》 닌표(仁平) 3년(1153년) 9월 23일조에는 간파쿠 후지와라노 다다미치(藤原忠通)가 고노에 천황(近衛天皇)의 뒤는 마사히토 친왕을 제치고 모리히토 친왕(니조 천황)을 즉위시키자는 제안을 도바 법황에게 올린 것에 아버지 다다자네(忠実)가 다다미치를 몹시 비판하면서, 마사히토 친왕의 권력지향적인 모습을 지적한 부분이 있다. 사이가 별로 좋지 않았던 아들 다다미치에 대한 불만이 포함된 발언일 가능성도 있지만, 훗날 다다미치가 인의 근신이었던 후지와라노 노부요리(藤原信頼)와 대립하다가 고시라카와의 분노를 사서 폐문(閉門) 처분된 사실(『효한키兵範記』 호겐保元 3년 4월 20일、21일조)을 생각하면 다다자네의 예측은 정확한 것이었다.
- 《교쿠요》 주에이 3년(1184년) 3월 16일조에 기록된 신제이의 고시라카와인에 대한 평가는, "화한(和漢)을 통틀어 보기 드문 암주(暗主)"라는 것이었다. "일단 한번 결정한 것은 다른 사람의 제지도 듣지 않고 기어이 이루고야 만다", "한 번 들은 일은 세월이 지나도 결코 잊지 않는다"는 고시라카와인에 대한 신제이의 평가라는 발언 자체는 가네자네가 기요하라노 요리나리(清原頼業)에게서 듣고 적은 것으로 신제이가 정말로 그렇게 말했는가는 확실하지 않다.
- 구조 가네자네 자신은, "도바 법황은 평범한 군주로 처분에 대해서는 유감스런 부분도 있었고 모든 것을 비후쿠몬인에게 넘겼다. 지금의 고시라카와 법황은 처분에 관한한 도바 법황보다는 훨씬 우수하다. 사람의 현명함과 어리석음이란 간단하게 평가할 수는 없다"며, 그의 죽음에 대해서도 "도량이 넓고 자비가 깊은 인품이었다. 불법에 귀의한 모습은 그를 위해 나라까지 멸망시킨 양 무제 이상으로, 다만 엔기·덴랴쿠 시절의 좋은 정치의 풍조가 사라진 것은 유감스런 일이다. 지금 서거했다는 소식을 듣고 천하가 모두 슬퍼하고 있으니, 아침 저녁으로 법황의 덕을 받고 법황의 은혜로 명리를 얻은 무리들은 더욱 그러할 것이다."라며, 상투적인 조사(弔辭) 속에 불교 귀의를 비난하는 등, 인의 근신들을 비웃고 있다(《교쿠요》3년 3월 13일조).
- 고시라카와인은 미나모토노 요시쓰네의 요청에 따라 요리토모 추토의 선지를 내렸다가도 요시쓰네가 몰락하고 나서는 미나모토노 요리토모에게 다시 요시쓰네 추포를 명하는 인센을 내리는가 하면, 요리토모로부터 오슈 후지와라 씨 추토를 명하는 인센을 내려줄 것을 요청받고도 이를 거부하다가 요리토모가 오슈 후지와라 씨를 멸한 것을 알고서야 '사후 승낙'의 형태로 오슈 후지와라 씨 추토의 인센을 내렸다. 자기 좋을 대로 무사들을 이용하고 또 버리는 법황의 행동을 요리토모는 "일본 제일의 대텐구"라고 비난했다(다만 요리토모가 가리킨 '대텐구'란 인의 근신 다카시나노 야스쓰네를 가리킨 것이 아니냐는 설도 있다. 정설은 아니다).
- 일단 서로 대립하던 상대라도 시간이 지나면 받아들여주는 도량도 있었다. 후지와라노 요리나가의 아들 모로나가가 태정대신이 되거나, 신제이의 아들들을 구교로 내세워 친정파로서 처벌했던 오이고몬 쓰네무네도 고시라카와인의 치세에서 20년 넘도록 사다이진을 맡았고, 한때는 소홀한 사이였던 고노에 모토미치가 인의 총신이 되거나, 유배 문제를 놓고 히에이 산을 공격할 계획까지 세웠던 천태좌주 묘운도 마지막에는 고시라카와 법황을 위해서 홋슈지 전투에서 전사할 정도로 친밀한 관계가 되어 있다.
- 다이라노 기요모리와 대립하게 된 이후로도 태어난 지 얼마 되지 않은 모토히토 친왕의 태자 책봉에 동의하는 등 기요모리와의 화해를 도모한 방향도 있다.
- 미나모토노 요리토모의 추토를 명하는 선지를 내린 뒤에도 다카시나노 야스쓰네에게 "호겐 이래로 반역이 잇따라 옥체를 보전하고자 이런 조치를 취하기는 했지만, 향후로도 반역은 끊어지지 않을 것이라 치세에서 몸을 빼고 싶구나(《교쿠요》분지 원년 10월 25일조)라며 자신의 심경을 토로했지만, 그를 제외하고 달리 귀족 정권을 다스릴 사람이 없었기에 마지막까지 정치 실권을 그대로 유지했다. 요리토모와의 악화된 관계는 겐큐 원년(1190년)에 요리토모의 상경으로 수복되었고 이때 성립된 조정과 가마쿠라 막부(鎌倉幕府) 사이의 협조 관계는 조큐(承久)의 난이 일어날 때까지 30년 동안 유지되었다.

## 가계도
- 황후 : 증황태후(贈皇太后) 동궁비(東宮妃) 미나모토노 요시코(源懿子, 1116~1143) - 후지와라노 쓰네자네(藤原 経実)의 딸이자 미나모토노 아리히토(源有仁)의 양녀
  - 제1황자 : 모리히토 친왕(守仁 親王) - (니조 천황)
- 황후 : 중궁(中宮) 겐슌몬인(建春門院) 후지와라노 요시코(藤原 忻子, 1134~1209) - 도쿠다이지 킨요시(徳大寺 公能)의 딸
- 황후 : 황태후(皇太后) 다이라노 시게코(平 滋子, 1142~1176) - 다이라노 도키노부(平 時信)의 딸
  - 제7황자 : 노리히토 친왕(憲仁 親王) - (다카쿠라 천황)
- 뇨고(女御) : 후지와라 무네코(藤原 琮子, 1145~1231) - 산죠 킨노리(三条 公教)의 딸
- 텐지(典侍) : 다카쿠라 산미노 쓰보네(高倉三位局) 후지와라노 시게코(藤原 成子) (?~1177) - 후지와라노 스에나리(藤原 季成)의 딸
  - 제1황녀 : 료시 내친왕(亮子 内親王, 1147~1216)
  - 제2황녀 : 코우시 내친왕(好子 内親王, 1148~1192)
  - 제3황녀 : 쇼쿠시 내친왕(式子 内親王, 1149~1201)
  - 제2황자 : 슈카쿠 법친왕(守覚 法親王, 1150~1202)
  - 제3황자 : 모치히토 왕(以仁王, 1151~1180)
  - 제4황녀 : 큐시 내친왕(休子 内親王, 1157~1171)
- 텐지(典侍) : 탄고노츠보네(丹後局) 다카시나노 요시코(高階 栄子, 1151~1216)
  - 제6황녀 : 킨시 내친왕(覲子 内親王, 1181~1252)
- 궁인 : 보몬노 쓰보네(坊門局)
  - 제4황자 : 엔겐 법친왕(円恵 法親王, 1152~1183)
  - 제5황자 : 쇼겐 법친왕(定恵 法親王, 1156~1196)
- 궁인 : 보몬도노(坊門殿) - 도쿠다이지 기미요시(徳大寺 公能)의 딸
  - 제5황녀 : 아쓰코 내친왕(惇子 内親王, 1158~1172)
- 궁인 : 산죠노 쓰보네(三条局)
  - 제9황자 : 도호 법친왕(道法 法親王, 1166~1214)
  - 제11황자 : 신테 법친왕(真禎 法親王)
- 궁인 : 니나미노 쓰보네(丹波局)
  - 제6황자 : 고겐 법친왕(恒恵 法親王, 1159~1206)
  - 제8황자 : 죠겐 법친왕(静恵 法親王, 1164~1203)
  - 제10황자 : 쇼진 법친왕(承仁 法親王, 1169~1197)
- 궁인 : 미코노히메기미(御子姫君, 1164~1181) - 다이라노 기요모리(平 清盛)의 딸
- 궁인 : 오오미야노 쓰보네(大宮局) - 후지와라노 고레자네(藤原 伊実)의 딸
- 궁인 : 고노에노 쓰보네(近衛局) - 후지와라노 기미야스(藤原公保)의 딸

## 같이 보기
- 일본 천황